# Thajsko
Thajsko, plným názvem Thajské království, je stát v jihovýchodní Asii v Indočíně. Sousedí na severozápadě s Myanmarem, na severovýchodě a východě s Laosem, na jihovýchodě s Kambodžou, na jihu s Thajským zálivem a Malajsií a na jihozápadě s Andamanským mořem; na jihovýchodě má námořní hranici také s Vietnamem a na jihozápadě s Indonésií a Indií. Sever a západ země je hornatý, severovýchod země je tvořen náhorní plošinou, zatímco zbytek území zaujímá nížinná centrální rovina; na většině území panuje tropické savanové podnebí. Thajsko se dělí na 76 provincií, na ploše 513 000 km² žije 66 milionů obyvatel. Hlavním a největším městem je Bangkok, mezi další velká města patří Nonthaburi a Pak Kret. Drtivá většina obyvatel země jsou Thajci, největší menšinou jsou Barmánci. Úředním jazykem je thajština, drtivá většina obyvatel se hlásí k buddhismu.
Tajové migrovali z jihozápadní Číny do pevninské jihovýchodní Asie od 6. do 11. století. V regionu vládla hinduistická království jako Mon, Khmerská říše a malajské státy, které soupeřily s thajskými státy jako byla království Ngoenyang, Sukhothai, Lan Na a Ajutthaja, které spolu rovněž vzájemně soupeřily. Evropské kontakty začaly v roce 1511 portugalskou diplomatickou misí do Ajutthaji, která se koncem 15. století stala regionální mocností. Ajutthaja dosáhla svého vrcholu v 18. století, dokud nebyla zničena v barmsko-thajské válce. Král Taksin rychle sjednotil roztříštěné území a založil krátce trvající království Thonburi (1767–1782), jehož byl jediným králem. Po něm nastoupil v roce 1782 Rama I., první panovník současné dynastie Čakrí. Po celou éru západního imperialismu v Asii zůstalo Thajsko jediným státem v regionu, který se vyhnul kolonizaci cizími mocnostmi, ačkoli bylo často nuceno k územním obchodním a právním ústupkům v nerovnoprávných smlouvách. Thajský vládní systém byl centralizován a přeměněn v moderní unitární absolutní monarchii za vlády Čulalongkorna (Rámy V.) v letech 1868–1910. V první světové válce se Thajsko postavilo na stranu Dohody, což bylo politické rozhodnutí učiněné s cílem změnit nerovné smlouvy.
Po nekrvavé revoluci v roce 1932 se Thajsko stalo konstituční monarchií, změnilo svůj oficiální název ze Siamu na Thajsko a ve druhé světové válce se stalo spojencem Japonska. Koncem 50. let 20. století vojenský převrat pod vedením Sarita Thanarata obnovil historicky vlivnou roli monarchie v politice. Během studené války se Thajsko stalo významným spojencem Spojených států amerických mimo Severoatlantickou alianci a jako člen SEATO, která byla rozpuštěna v roce 1977, hrálo v regionu protikomunistickou roli. Kromě krátkého období parlamentní demokracie v polovině 70. let a v 90. letech 20. století se v Thajsku pravidelně střídala demokracie s vojenskou vládou. Od roku 2000 probíhá v zemi nepřetržitý politický konflikt mezi stoupenci a odpůrci dvakrát zvoleného thajského premiéra Tchaksina Šinavatry, který vyústil ve dva státní převraty (v letech 2006 a 2014), spolu s ustavením současné ústavy, nominálně demokratické vlády po thajských parlamentních volbách v roce 2019 a rozsáhlými prodemokratickými protesty v letech 2020–2021, jejichž součástí byly bezprecedentní požadavky na reformu monarchie.
Thajsko je nominálně unitární parlamentní konstituční monarchií s králem jako hlavou státu a dvoukomorovým parlamentem; v praxi však strukturální výhody v ústavě zajistily armádě trvalý vliv na politiku. Má druhou největší ekonomiku v jihovýchodní Asii a 23. největší na světě podle parity kupní síly a podle nominálního HDP je na 26. místě; v indexu lidského rozvoje zaujímá 76. místo. Thajsko je klasifikováno jako nově industrializovaná ekonomika, jejíž hlavními odvětvími jsou zpracovatelský průmysl, zemědělství a cestovní ruch. Ve světovém dění je střední mocností a je zakládajícím členem Sdružení národů jihovýchodní Asie, je členem Organizace spojených národů, Světové obchodní organizace, skupiny G77, Asijsko-pacifického hospodářského společenství, Iniciativy Bengálského zálivu pro víceodvětvovou technickou a hospodářskou spolupráci a partnerským státem Organizace pro bezpečnost a spolupráci v Evropě.

## Název
Thajsko bylo v minulosti známo pod jménem Siam (สยาม), které bylo oficiálním názvem státu do 11. května 1939 a znovu v letech 1945 až 1949. Etnonymum Thai (ไทย) v thajštině původně znamenalo „svobodný“ a v překladu lze chápat jako "země svobodných".

## Historie
Území Thajska je nepřetržitě osídleno asi 20 000 let. Nejstarší důkazy o pěstování rýže se datují do roku 2000 př. n. l. Bronz se objevil v období 1250–1000 př. n. l. Ban Chiang v severovýchodním Thajsku se řadí mezi nejstarší známá centra výroby mědi a bronzu v jihovýchodní Asii. Výroba železa je doložena zhruba k roku 500 př. n. l. Prvním známým státem, který thajské území ovládal, byl na začátku letopočtu Funan.

### Dváravatí a Lan Na

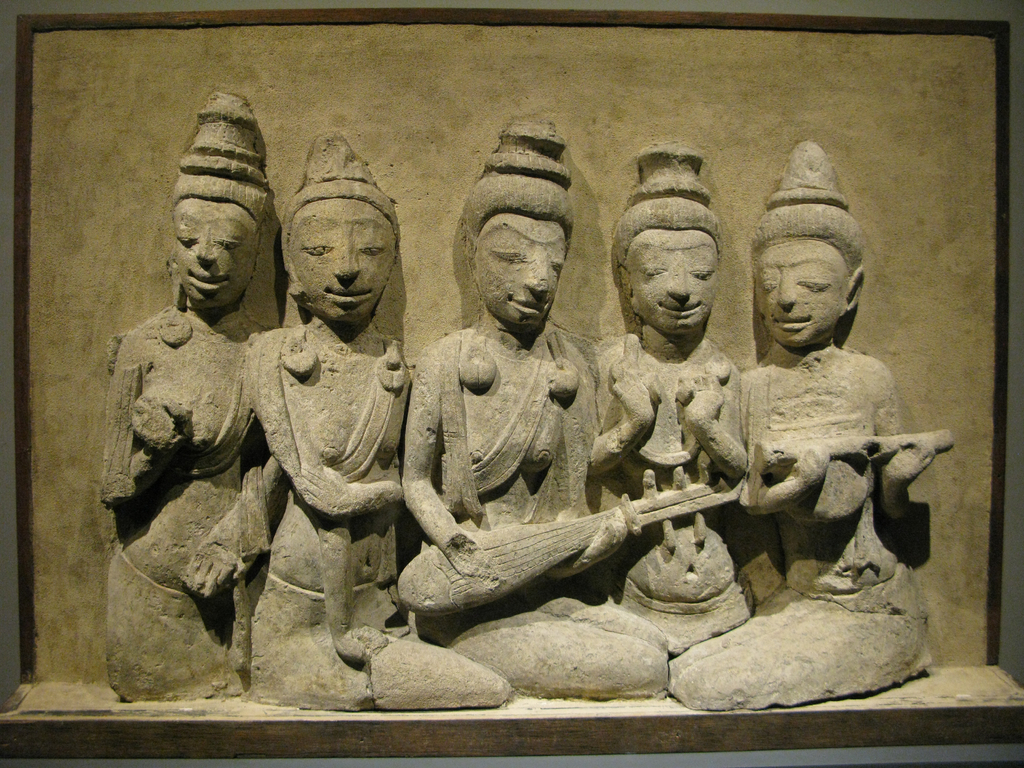
Dváravatský reliéf, asi z roku 650

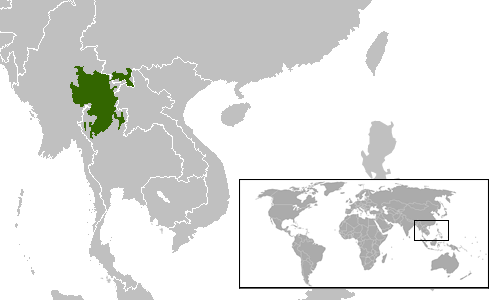
Lan Na na vrcholu územní expanze za krále Tiloka

Na ústřední rovině se kolem 3. století zformoval stát zvaný Dváravatí. Jeho městské státy obývali převážně Monové, vyznávající théravádový buddhismus. Dváravatí bylo pod silným indickým kulturním vlivem, a tak jistou pozici měl i hinduismus. V 10. století se Dváravatí začalo dostávat pod vliv Khmerské říše (s centrem v Lobpuri) a nakonec bylo napadeno a uchváceno khmerským králem Súrjavarmanem II. v první polovině 12. století.
Tajové, o nichž se čínské kroniky zmiňují již v 6. století př. n. l., žili v éře Dváravatí na jihu Číny (v dnešních provinciích Jün-nan a S’-čchuan). Vytvořili zde stát zvaný Nan-čao. V roce 1253 však bylo Nan-čao vyvráceno Kublajchánem a Tajové zahájili masivní migraci na jih, do oblasti dnešního Thajska. První tajské migrační vlny jsou však ještě starší, již ve 12. století tvořili Tajové většinu populace v oblasti centrálních planin, které ovládala Khmerská říše. Tajové se usazovali hlavně kolem Lopburi. Oblasti se pak začalo říkat „Sijam“ (což v překladu značí zhruba "lidé tmavé pleti"). Název Siam se pak udržel dlouho, byť sami Tajové ho užívali jen zřídka. Roku 1281 Tajové oblast kolem Lobpuri plně ovládli a roku 1281 vytvořili stát zvaný Lan Na.
Lan Na znamená v překladu „země milionů rýžových polí“. Otcem zakladatelem říše byl král Mangrai. Nechal postavit i nové hlavní město Čiang Mai (založeno 1296). Za vlády Tiloka, zvaného též Tilokaraj nebo Tilokarat (vládl 1441–1487) se království ocitlo na vrcholu moci politické i kulturní. Posledním mocným vládcem říše byl jeho vnuk Paja Kaew, který se roku 1507 pokusil dobýt Ajjuthajského království, ovšem neúspěšně. Po nešťastném pokusu se zapojit do dynastických bojů v jednom z barmských států v roce 1523, během nějž utrpěl Lan Na zdrcující porážku, jeho moc definitivně poklesla. V roce 1545 se stal vazalem Ajjuthajského království.

### Suchothajské království

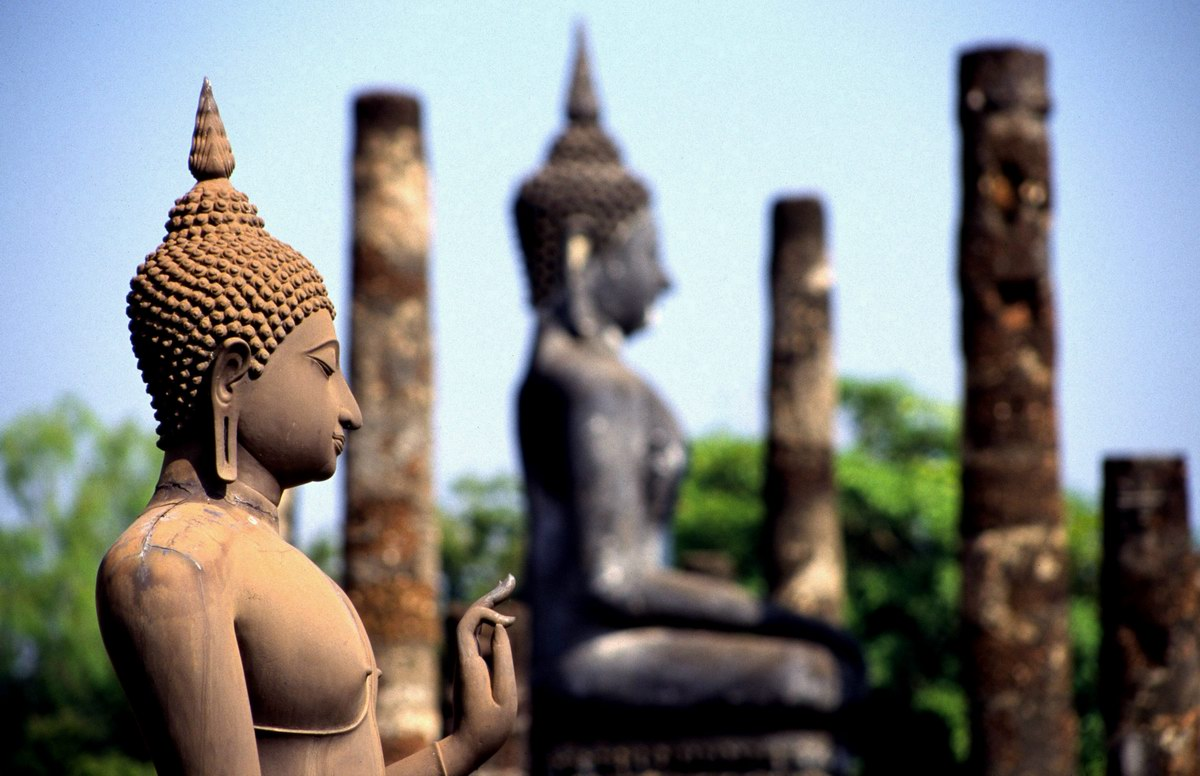
Buddha v chrámu Wat Mahathat v historickém parku Sukhóthaj

Ve 13. století oslabila Khmerská říše i sousední Pugamská říše. Tajové na khmerském území toho využili a roku 1238 založili nezávislý stát, Suchothajské království. Prvním králem se stal Si Inthrathit. Hlavním městem byl Sukhothaj. Zpočátku šlo o jeden z mnoha menších států v oblasti, ale za krále Rama Khamhaenga (vládl 1279–1298) zahájil mohutnou územní expanzi, která vedla k ovládnutí takřka celého území současného Thajska (pouze východní provincie zůstaly pod kontrolou Khmerů). Proto je Suchothajská říše velmi důležitá pro thajskou identitu a thajský nacionalismus. Nacionální historiografie 19. století hovořila o „zlatém věku thajských dějin“ nebo o „prvním thajském státě“. Na vrcholu své moci Suchothajci ovládali i část Barmy a Laosu. Lan Na na severu byl tradiční a dlouhodobý spojenec. Za Ram Khamhaenga se rozšířil i v Suchothajském království théravádový buddhismus (díky mnichům pozvaným ze Srí Lanky) a stal se státním náboženstvím. Říše se stala jakýmsi jeho centrem, z něhož se šířil i do jiných oblastí (misie do Lan Na). Král Ram Khamhaeng je též považován za tvůrce thajského písma (měl ho vytvořit roku 1283, přičemž důkazem má být stéla objevená roku 1833, o jejímž stáří a původu se nicméně odborníci přou). Pozval do země rovněž čínské hrnčíře a Suchothajské království se stalo načas centrem výroby keramiky v čínském stylu (tradice se ovšem neudržela). Ram Khamhaeng nechal též stavět stúpy, typicky s kopulí ve tvaru poupěte lotosu. Přestože Ram Khamhaeng vytvořil všechny předpoklady pro to, aby se Suchothaj stal hegemonem v oblasti, jeho nástupci nedokázali toto očekávání naplnit. V roce 1349 začaly války s Ajutthajským královstvím, roku 1378 se Suchothajské království stalo jeho vazalem a v roce 1438 s ním zcela splynulo.

### Ajutthajské království

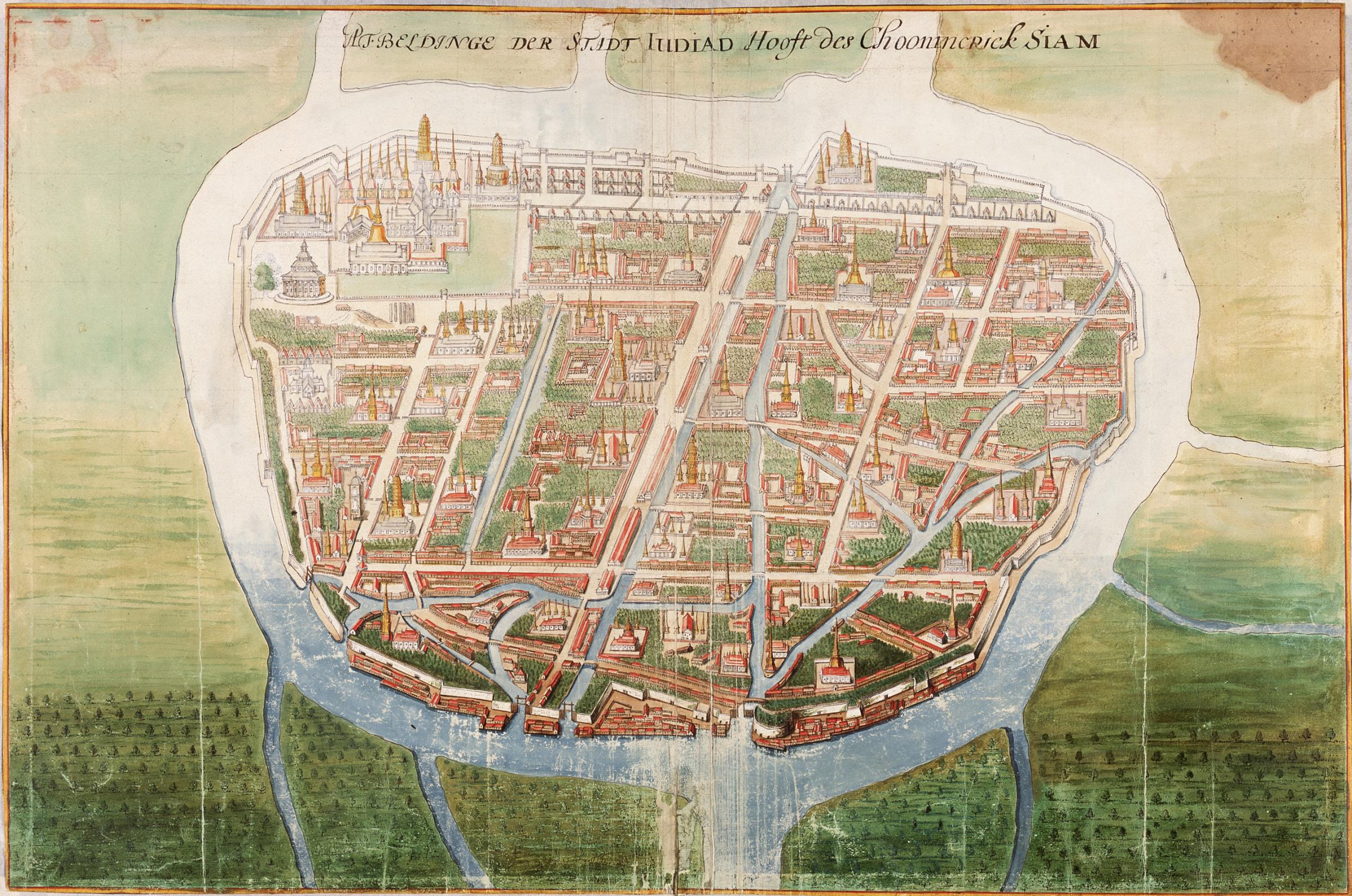
Ayutthaya (Siam), cca 1686 CE

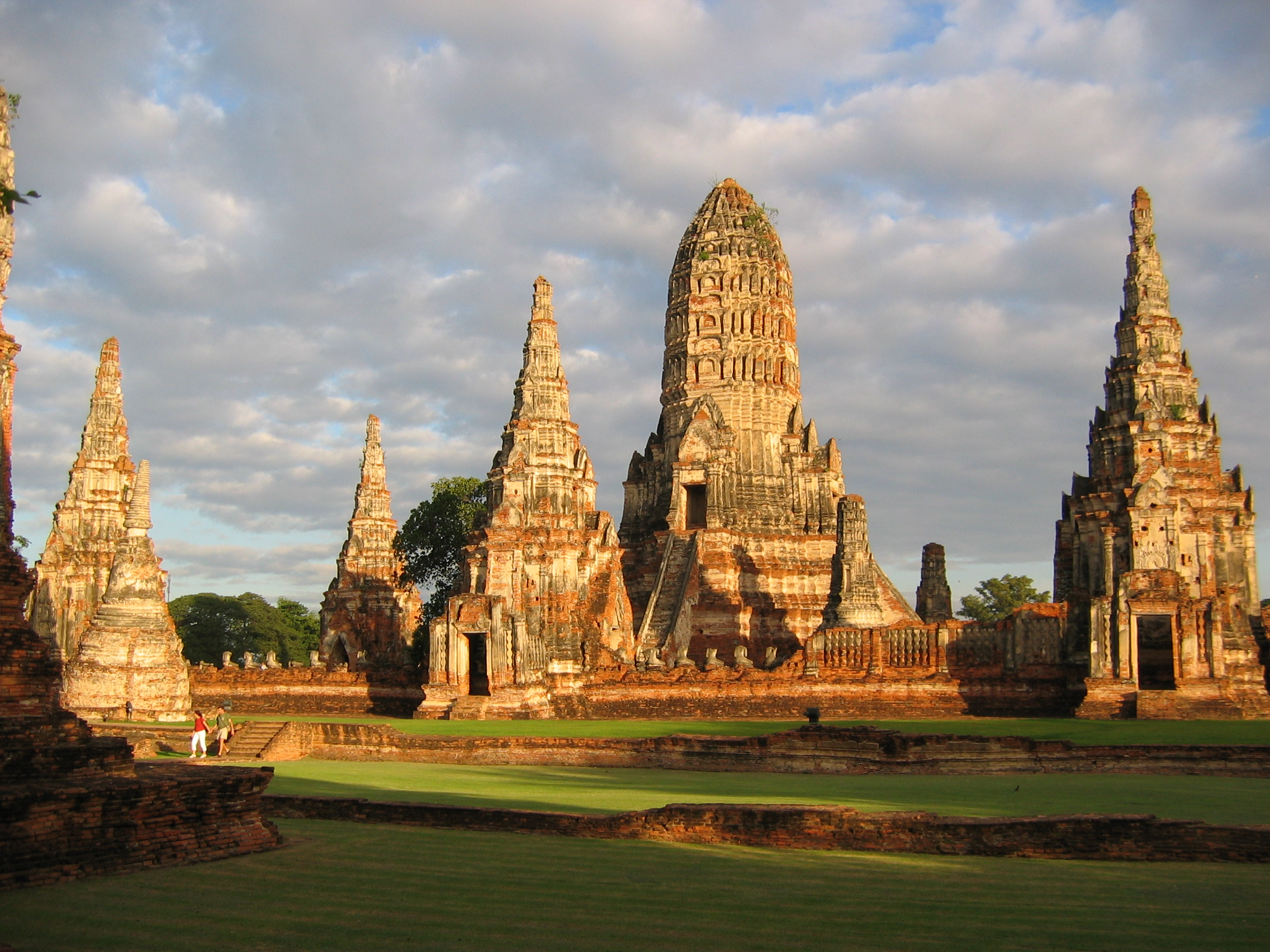
Ruiny chrámu Wat Chaiwatthanaram v bývalém hlavním městě Ajutthaja, které bylo roku 1767 zničeno nájezdníky z Barmy

V roce 1351 byl na ústřední rovině založen nový stát Ajutthajské království. Během několika desetiletí se ajutthajským panovníkům podařilo vojenskou silou i sňatkovou politikou ovládnout Sukhothaj. Bylo založeno hlavní město Ajutthaja (poté, co centrum Lopburi zdevastovala epidemie neštovic). Zakladatelem města i prvním králem byl U Thong. Již roku 1378 ovládl Suchothajské království, a tak i celý region. V roce 1431 si Ajutthajský stát podrobil kdysi mocný Angkor (to vedlo  k přenesení střediska kambodžské státní moci do Phnom Penhu). Vedle Ajutthaje vznikl v polovině 14. století také stát Lan Xang v dnešním Laosu a severovýchodním Thajsku. Na severu nadále existoval stát Lan Na.
Král Naresuan roku 1511 navázal kontakt s Portugalci a učinil z hlavního města epicentrum obchodu. Mnohé evropské národy (a ovšem i Číňané, Peršané či Indové) měly v Ajutthaje svou celou čtvrť, z níž zprostředkovávaly obchod s jihovýchodní Asií. Moc království byla trnem v oku zejména Barmě a její ambiciózní taunnguské dynastii a následné dynastii Konbaung. Velké barmské nájezdy proběhly v letech 1547–1549 (první barmsko-siamská válka) a 1759–1760 (druhá barmsko-siamská válka). Osudovým se stal rok 1767, kdy Barmánci centrum říše, tehdy již milionovou metropoli, dobyli a zcela vyvrátili. Asi 30 000 lidí bylo odvlečeno do zajetí, včetně královské rodiny.
Za půl roku sice generál Taksin zorganizoval proti Barmáncům úspěšnou vzpouru a nechal se korunovat králem, ovšem hlavní město bylo natolik zdevastované, že své sídlo přesunul do Thonburi (dnes součást Bangkoku). Proto je rok 1767 považován za datum konce Ajutthajského království.

### Rattanakósinské království

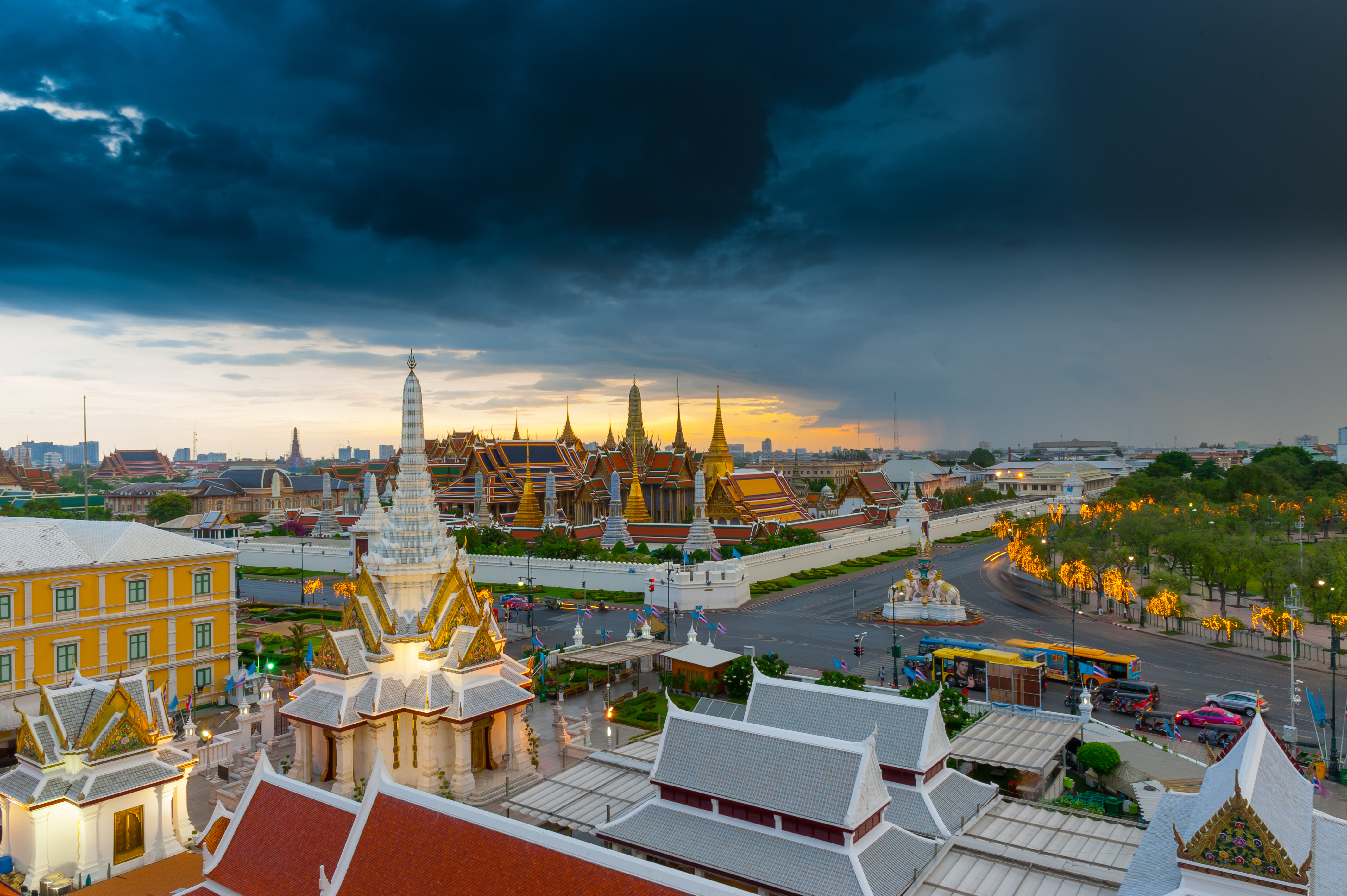
Wat Phra Kaew, architektura doby Rattanakosin

Taksin byl roku 1782 svými dvořany prohlášen za nepříčetného a zabit. Vlády se ujal vojenský velitel Phra Phutthayotfa Chulalok a nastoupil na trůn jakožto Ráma I. Nová dynastie Rattanakosin neboli Čakrí (jež sedí na thajském trůnu dodnes) přesunula hlavní město na opačný břeh řeky Čaophraja, do Bangkoku. Pokračovala v mocenské expanzi, zahájené už Taksinem, a vynutila si hegemonii na celém území mezi Barmou a Vietnamem. Koloniální pronikání Británie a Francie do regionu však představovalo vážnou hrozbu také pro Siam.
Králové Mongkut (Ráma IV., 1851–1868) a Chulalongkorn (Ráma V., 1868–1910) reagovali vstřícnou diplomacií, územními ústupky a reformami, které měly jednak zvýšit prestiž Siamu v očích evropských mocností, jednak upevnit centralizovanou státní moc na územích, která byla dosud vůči Bangkoku ve volném vazalském poměru. Tak vznikl moderní thajský stát v nynějších hranicích. 

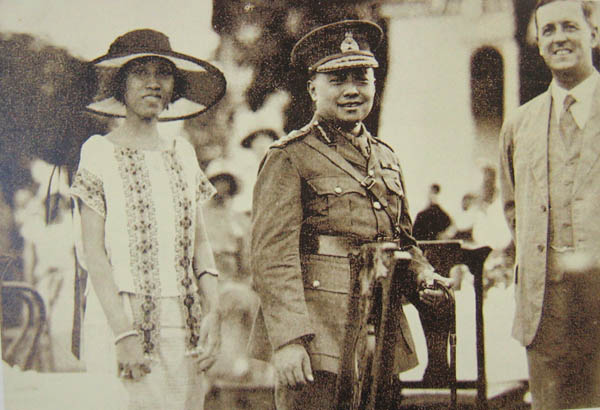
Vajiravudh

Podepsané smlouvy s Evropany, jako byla například Bowringova smlouva z roku 1855, byly typickým příkladem tzv. nerovných smluv. Siamcům však umožnily se vyhnout přímé válce s kolonialisty, na rozdíl od jejich sousedů Laosanů a Barmánců, a také obchodní a ekonomický rozvoj. Thajsko je jediným národem jihovýchodní Asie, který nikdy nebyl kolonizován západní mocností. Avšak i proto, že se Británie a Francie dohodly, že bude cosi jako nárazníkovým státem mezi jejich sférami vlivu v oblasti.
Chulalongkorn provedl též značnou centralizaci země. Zrušil otroctví a robotní systém. V roce 1888 zřídil dvanáct kromů, což byly ekvivalenty dnešních ministerstev. Palácová vzpoura v roce 1912 byla neúspěšným pokusem vojenských důstojníků se západním vzděláním svrhnout monarchii. Král Vajiravudh (vládl 1910–1925) jako nástroj boje s podobnými tendencemi užil propojení myšlenky thajského národa s tradičním monarchismem, čímž podnítil moderní nacionalismus. V roce 1917 se Siam zapojil do první světové války na straně Trojdohody. Díky tomu měl důstojné zastoupení na Pařížské mírové konferenci a podařilo se mu vyvázat z řady nerovných smluv.

### Konstituční monarchie

Plaek Phibunsongkhram

Za vlády krále Rámy VI. došlo k nekrvavé revoluci, po ní byla 24. června 1932 ustavena konstituční monarchie. V roce 1933 došlo k aristokratickému kontrarevolučnímu povstání, jehož cílem bylo znovu nastolit absolutní monarchii, ale neuspělo. Král musel nakonec abdikovat a vláda vybrala nového, Ananda Mahidola. V době 2. světové války podpořila vláda Plaeka Phibunsongkhrama Japonsko a napadla francouzskou Indočínu. Thajsko díky tomu získalo některá laoská a kambodžská území. 8. prosince 1941 japonská armáda vpadla do Thajska a plně si ho podřídila. Thajsko se stalo součástí tzv. Velké východoasijské sféry vzájemné prosperity, ovládané Japonci. Jiní politici ale udržovali styky se Spojenci a vytvořili odbojovou organizaci Seri Thaj. Po válce se tato frakce, v jejímž čele stál Pridi Phanomjong, chopila moci a následovalo období demokratičtější politiky. Dvojice státních převratů v letech 1947 a 1948 přivedla k moci opět Plaeka Phibunsongkhrama a Thajsko se zapojilo do studené války na straně USA. Královská thajská armáda pak bojovala na straně Američanů v korejské a vietnamské válce. Sarit Thanarat, který se postavil do čela vlády po dalších dvou převratech na konci 50. let, začal znovu zdůrazňovat úlohu monarchie v thajské společnosti. 60. léta ale přinesla také rostoucí modernizaci a westernizaci thajské společnosti.

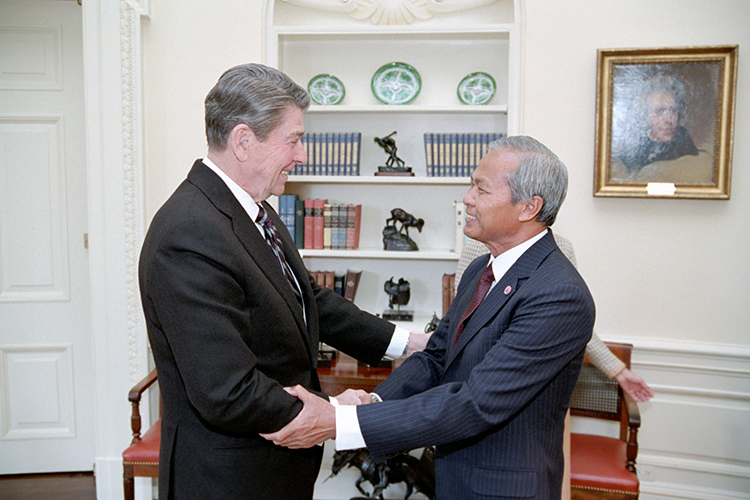
Prem Tinsulanonda (vpravo) a Ronald Reagan

V říjnu 1973, po rozsáhlých demonstracích v hlavním městě, někdy zvaných "krevoluce", tehdejší předseda vlády Thanom Kittikačorn uprchl ze země. Král Pchúmipchon Adunjadét jmenoval úřednickou vládu (bylo to poprvé od roku 1932, kdy král zasáhl přímo do thajské politiky). Po třech letech reforem a volených vlád zvaných někdy „doba rozkvětu demokracie“ však byl obnoven vojenský režim. Velkým motivem byl pád Saigonu (vítězství komunistů ve vietnamské válce) a strach z komunistického povstání. Některé ultrapravicové skupiny označily za komunisty i levicové studenty, což vyvrcholilo masakrem na Thammasatské univerzitě v říjnu 1976, kdy dav začal studenty lynčovat a zabíjet. Ve stejný den došlo k převratu a krajní pravice se chopila moci. Komunisté byli pozatýkáni. Další převrat v následujícím roce nastolil umírněnější vládu, která v roce 1978 komunisty amnestovala.
V letech v letech 1980 až 1988 vládl Prem Tinsulanonda. Jeho éra je někdy zvána „polodemokracie“. Vládla armáda, ale limitována voleným parlamentem. Osmdesátá léta byla také érou rostoucích zásahů panovníka do politiky. Král se dokonce pokusil o dva převraty (1981 a 1985), ovšem neúspěšně. Thajsko se prvního demokraticky zvoleného premiéra dočkalo až v roce 1988. Byl svržen vojenským převratem roku 1991, ale v roce 1992, během nové vlny demonstrací, byl vojenský režim donucen odstoupit. Po těchto událostech byla za účasti široké veřejnosti sepsána nová ústava a parlament ji v roce 1997 přijal. Asijská finanční krize z toho roku zároveň ukončila 40 let nepřetržitého hospodářského růstu země.

### 21. století

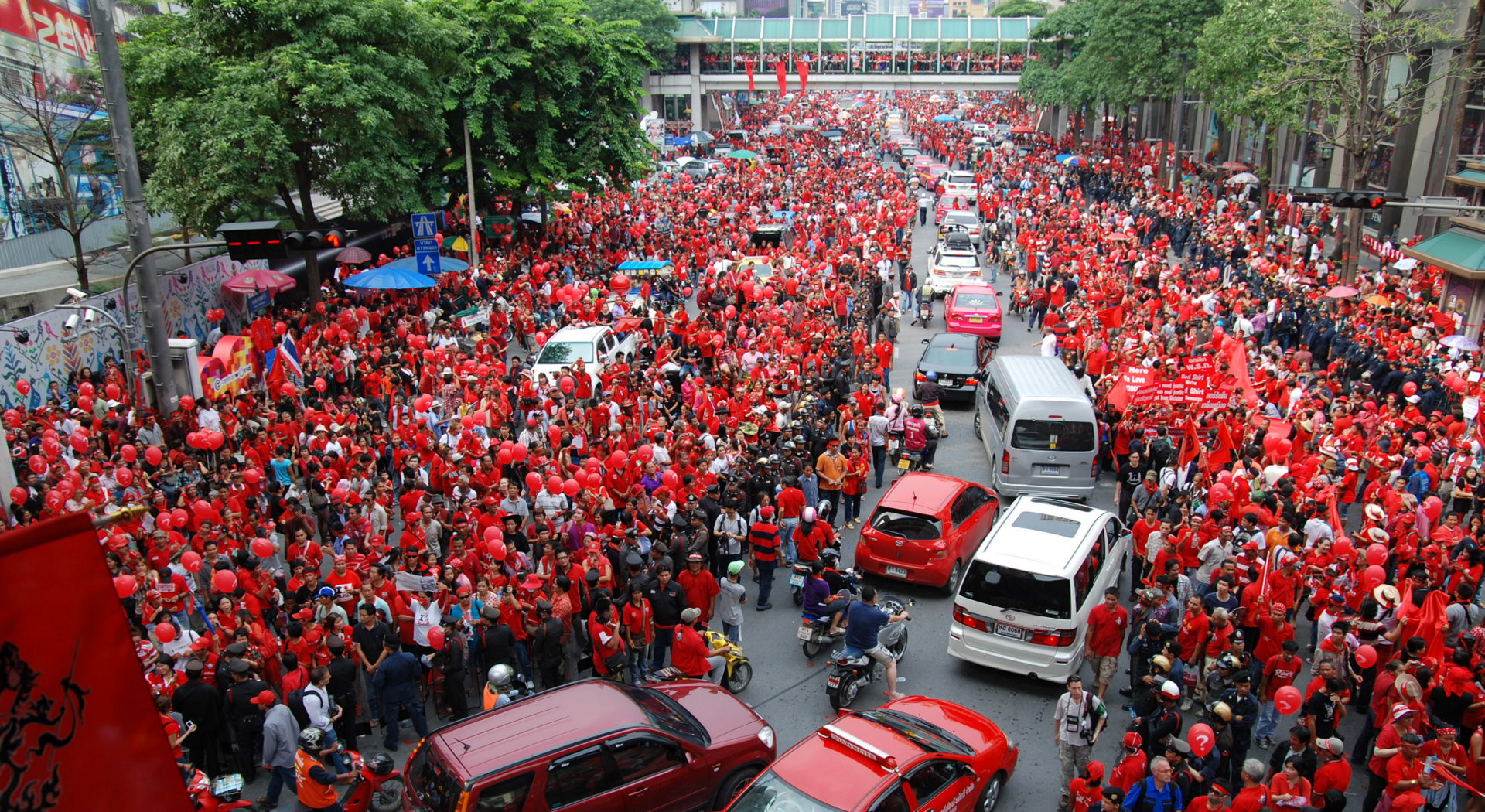
Protesty hnutí „červených košil“ v roce 2010.

Roku 2001 byl ministerským předsedou zvolen telekomunikační magnát Tchaksin Šinavatra. Díky většině, kterou jeho strana Thaj rak Thaj (TRT) získala v parlamentu, mohl zahájit program reforem ekonomické i sociální politiky. Po volbách roku 2005 se parlamentní převaha TRT ještě zvýšila, vyvstala jí však silná opozice v hlavním městě. 19. září 2006 došlo k vojenskému převratu. Vojenskou juntu vedl generál Sonthi Boonyaratkalin, ústava z roku 1997 byla zrušena. Juntou jmenovaná vláda prosadila 10. srpna 2007 ve veřejném referendu novou ústavu.

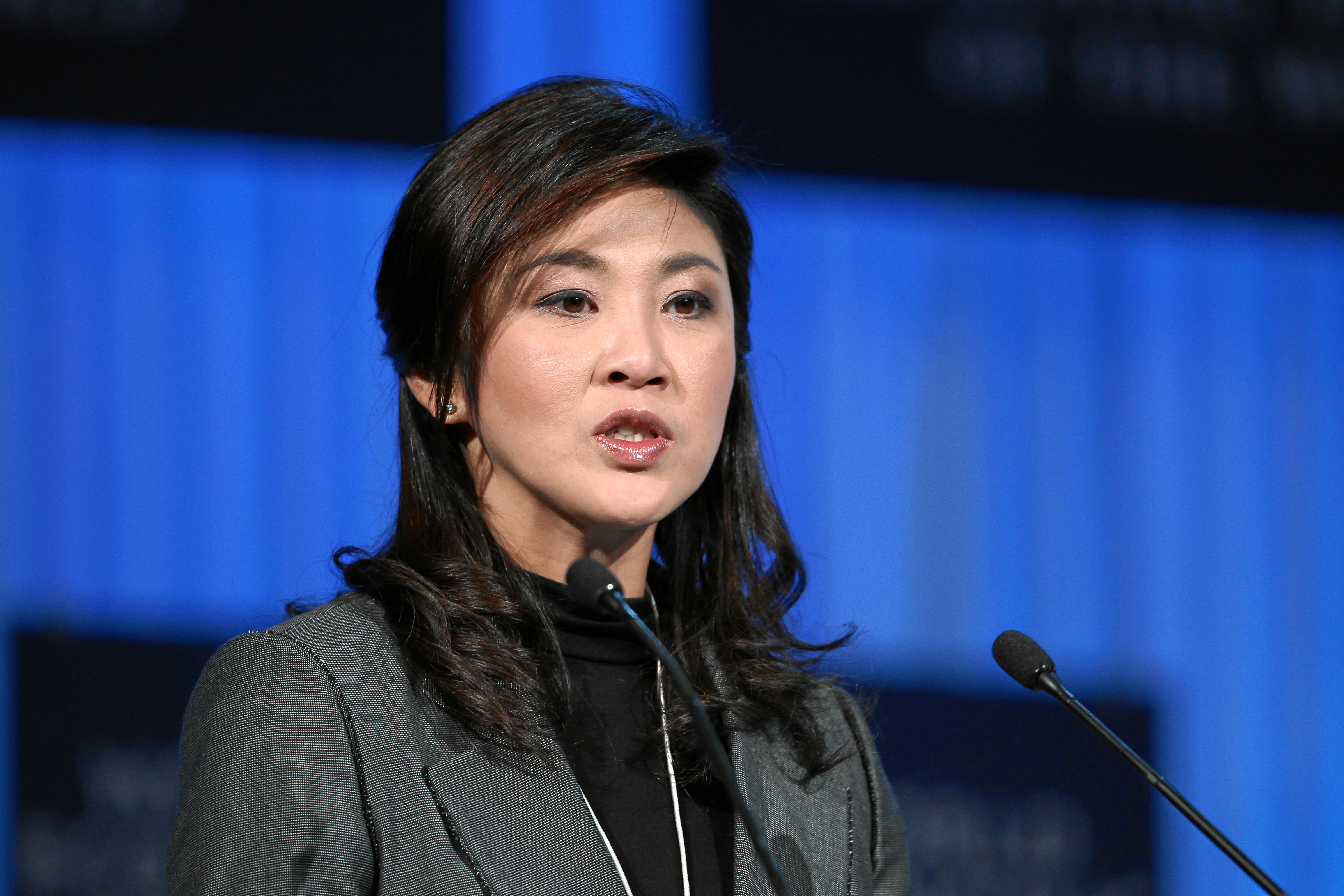
Jinglak Šinavatrová je první ženou, která se stala premiérkou v Thajsku.

23. prosince 2007 se konaly nové volby, ve kterých zvítězila strana Pchak pchalang pračcháčchon (PPP), kterou vedl Samak Sundaravej. V této straně působila řada bývalých členů TRT, která byla za vojenského režimu soudně zakázána. PPP zformovala koalici s dalšími pěti stranami. Lidové sdružení pro demokracii, které organizovalo protivládní aktivity před převratem, ihned obnovilo svou činnost. Demonstrace v hlavním městě vyvrcholily v listopadu 2008 obsazením vládních budov a obou mezinárodních letišť. Za této situace vydal ústavní soud rozhodnutí, kterým rozpustil vládnoucí stranu a zakázal některým členům na pět let politickou činnost. Tím se změnilo složení parlamentu a opoziční Demokratická strana byla schopna sestavit novou vládu premiéra Apchisita Vedžadžívy v koalici s několika menšími stranami a s jednou z frakcí bývalé PPP. Stoupenci opozice opakovaně demonstrovali za uspořádání nových voleb. Rozsáhlé protesty na jaře 2010 vedené hnutím Jednotná fronta za demokracii proti diktatuře armáda potlačila, přičemž bylo 90 demonstrantů zastřeleno a přes 1900 zraněno.
Po mnohaměsíčních protivládních protestech provedla thajská armáda 22. května 2014 státní převrat a vládu v zemi převzala vojenská junta. Zemi vedla vojenská junta vedená generálem Prajutch Čan-Očaem až do roku 2019. Političtí odpůrci a disidenti byli posláni do převýchovných táborů. Armáda silně pronikla do ekonomiky. Junta nechala v referendu schválit novou ústavu, která zřídila „vojensky řízenou demokracii“. Svobodné volby roku 2019 junta podmínila tím, že se všechny vlády v příštích dvaceti letech podřídí jí připravené „cestovní mapě“. Prajutch ovšem stejně zůstal v čele země i po volbách, s podporou strany Palang Pracharath a Senátu najmenovaného juntou. Opozice široce hovořila o volebním podvodu. Pokračují také „záhadná mizení“ politických odpůrců, jako je například demokratický aktivista Wanchalearm Satsaksit. Jejich únosy probíhají i na území cizích států.

## Státní symboly

### Vlajka
Thajská vlajka je tvořena listem o poměru stran 2:3 s pěti vodorovnými pruhy: červeným, bílým, modrým, bílým a červeným v poměru šířek 1:1:2:1:1.

### Znak
Thajsky státní znak je emblém tvořený mytickým ptákem Garudou, existující v hinduistické a buddhistické mytologii, v nichž je symbolem volnosti a lepšího rána. Na Garudovi údajně létal bůh Višnu.

### Hymna
Thajská hymna je hymnou země od roku 1932. Její současná slova byla přijata roku 1939. Slova napsal Luang Saranupraphan, hudbu složil Phra Chenduriyang.

## Geografie
Thajsko se nachází ve střední části poloostrova Zadní Indie a zasahuje též na Malajský poloostrov. Severní část thajského území je hornatá, s nejvyšším vrcholem Doi Inthanon, který měří 2 576 m n. m. Směrem k jihu z této oblasti vybíhají dvě horská pásma, vyšší podél hranice s Myanmarem a dále na Malajský poloostrov, nižší jako pohoří Phetchabun ve střední části země. Mezi oběma pásmy se nachází ústřední rovina s dolní částí povodí řeky Čao Phraja, hospodářsky nejrozvinutější oblast Thajska. Zde leží i hlavní město Bangkok. Na východ od pohoří Phetchabun se táhne Khoratská plošina až po laoskou hranici, tvořenou převážně veletokem Mekong, na jihu je oddělena pohořím Dangrek od kambodžského území. V jižní části Thajska, na Malajském poloostrově, se těží cín, jehož je Thajsko významným vývozcem.

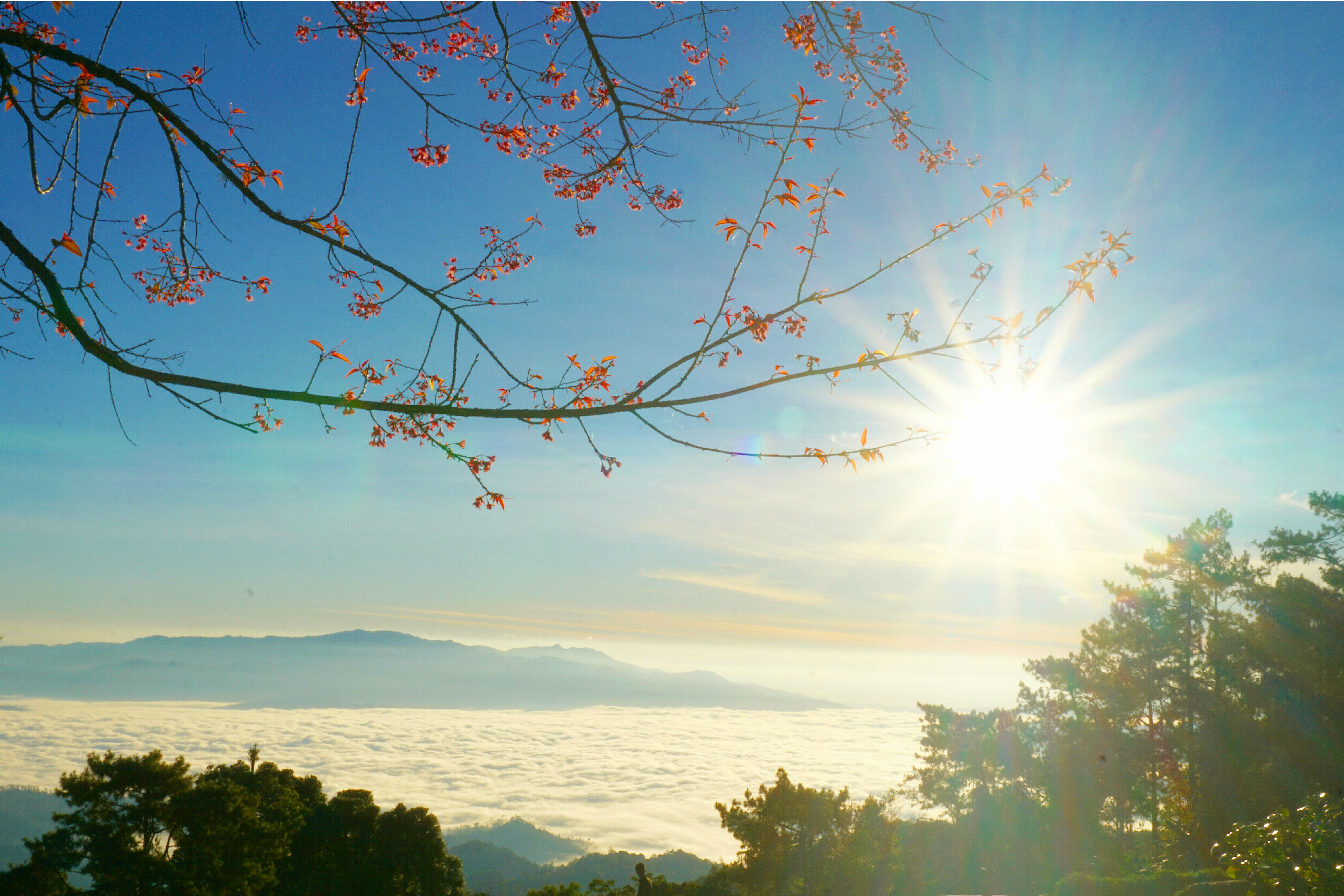
Severně od Thajska
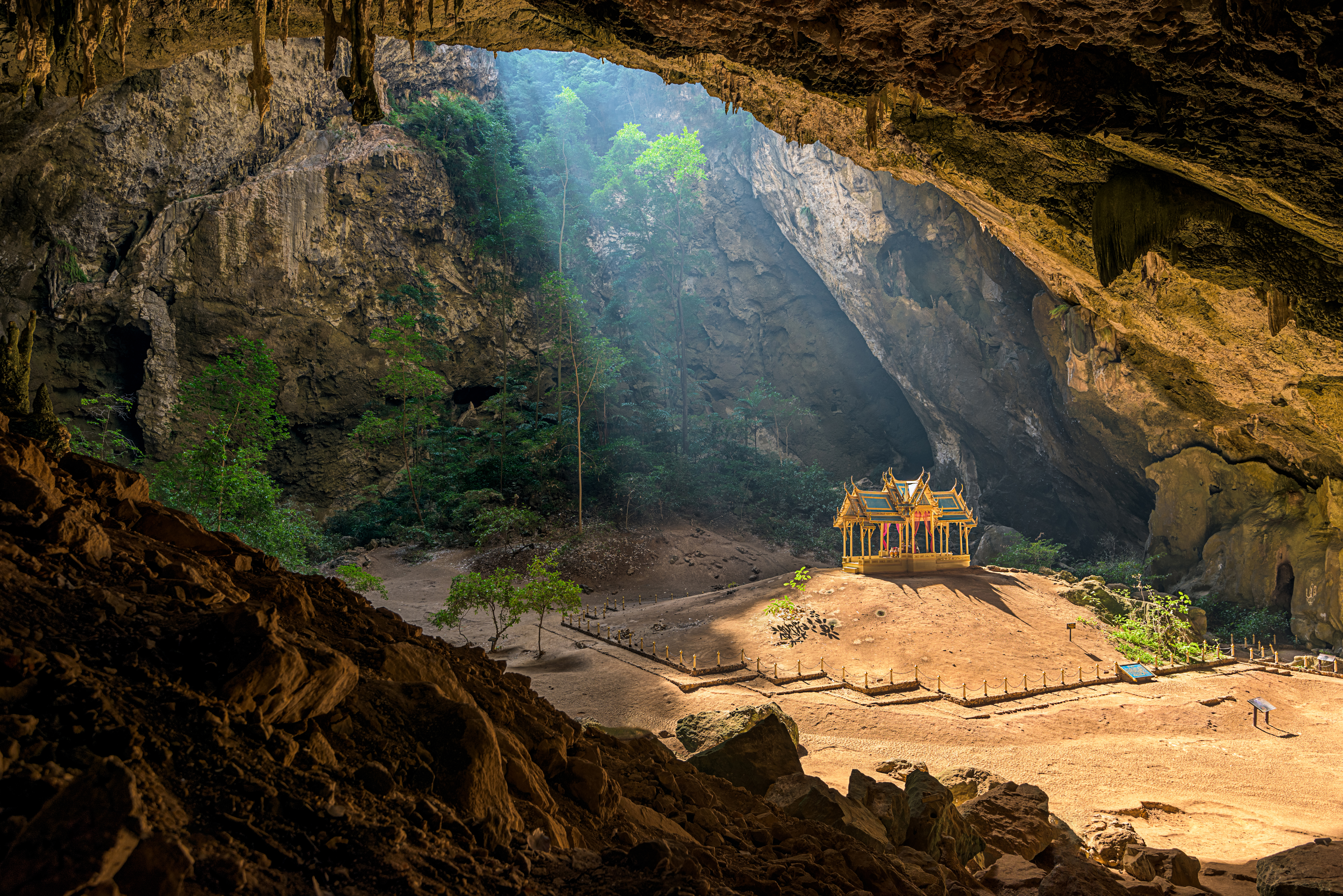
Západní Thajsko
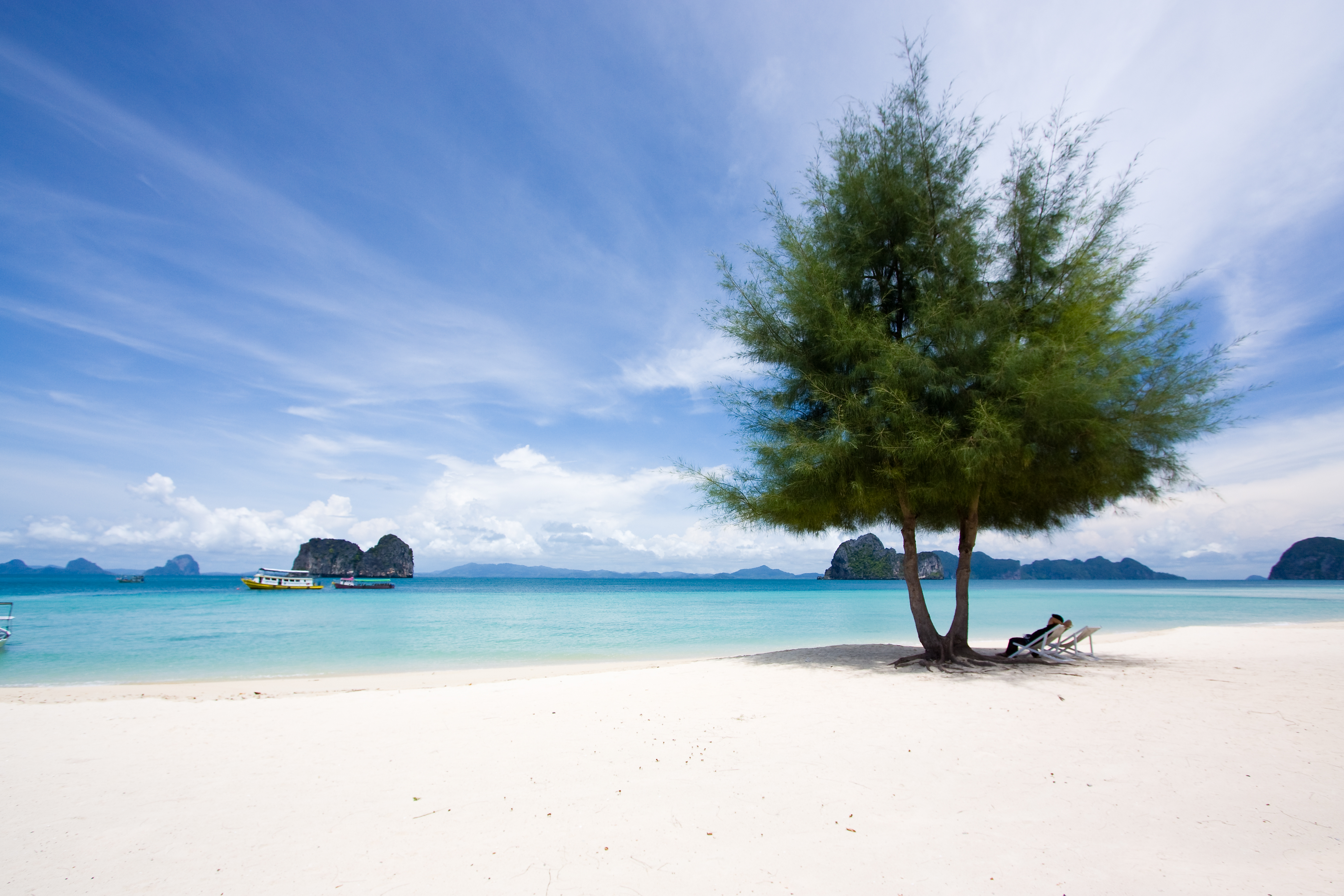
Jižní Thajsko
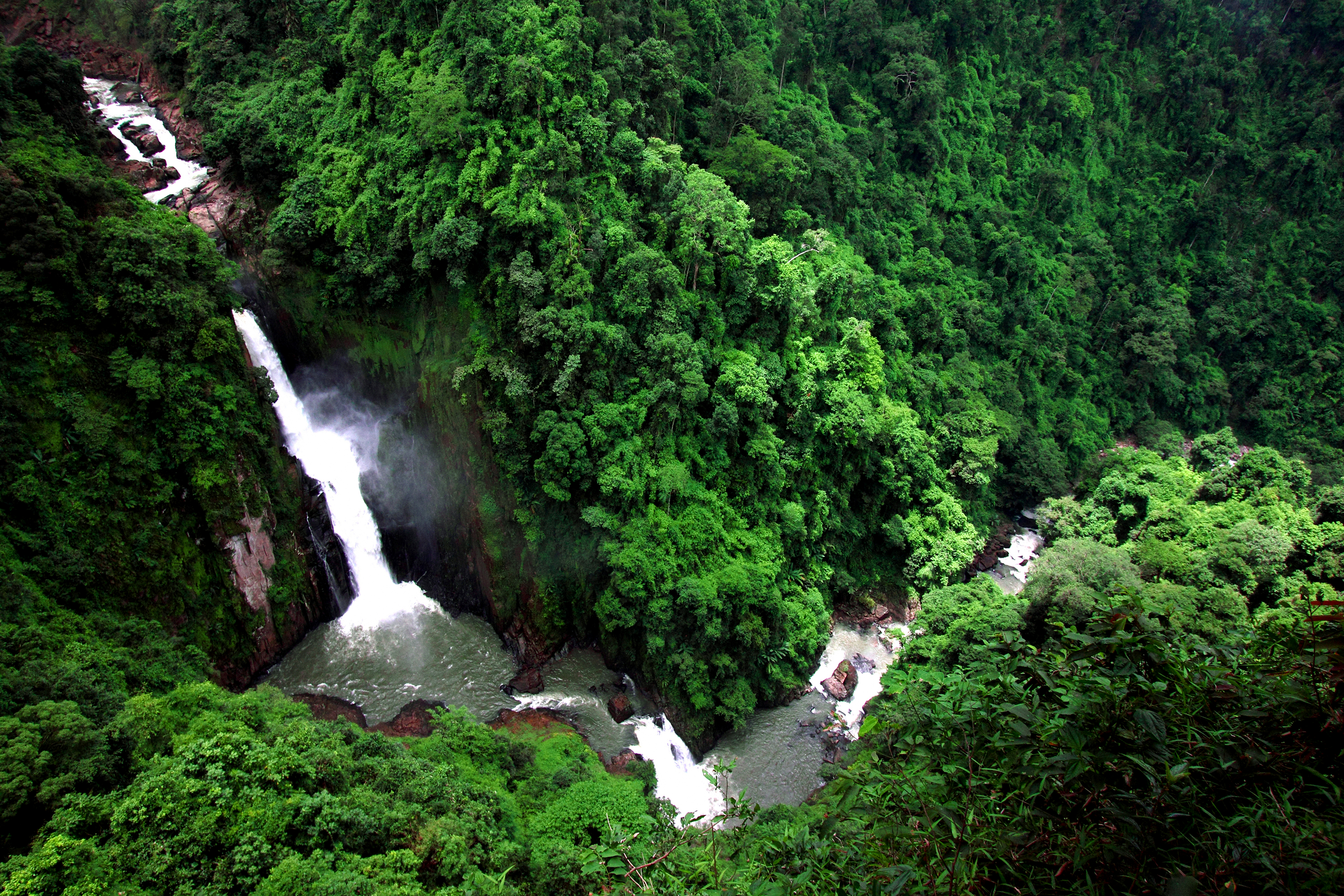
Severovýchod Thajska

### Podnebí
Thajské podnebí je tropické, s vysokými teplotami i vlhkostí a vlivem monzunů. Duben a květen jsou měsíce s nejvyššími teplotami v roce, dosahující v průměru 35–36 °C. V červnu začíná jihozápadní monzun, který ovlivňuje východní Thajsko a západní pobřeží. Přináší deštnou sezónu přibližně do konce října. Zimní, severovýchodní, monzun naopak přináší suché počasí.
V jižním Thajsku (včetně Ko Samui a dalších ostrovů) přináší srážky i zimní monzun, který vrcholí od prosince do února. Počasí na Ko Samui dokáže být velmi deštivé. I během dešťové sezóny je občas podnebí vhodné pro turismus. Po většinu období dešťů ke srážkám dochází jen na krátký čas (hodinu) nebo přes noc. Velké množství srážek zvyšuje vlhkost (pocit prádelny, neschne prádlo, textil má tendenci plesnivět).
V období zimního monzunu, od listopadu do konce února i déle, jsou v kontinentální části Thajska teploty nižší a srážky minimální.
Na Vánoce roku 2004 po zemětřesení v Indickém oceánu bylo západní pobřeží Thajska podobně jako okolní státy zasaženo ničivou vlnou tsunami. Nejpostiženějším místem se stalo letovisko Phuket, které je již ale obnoveno.

### Flóra a fauna

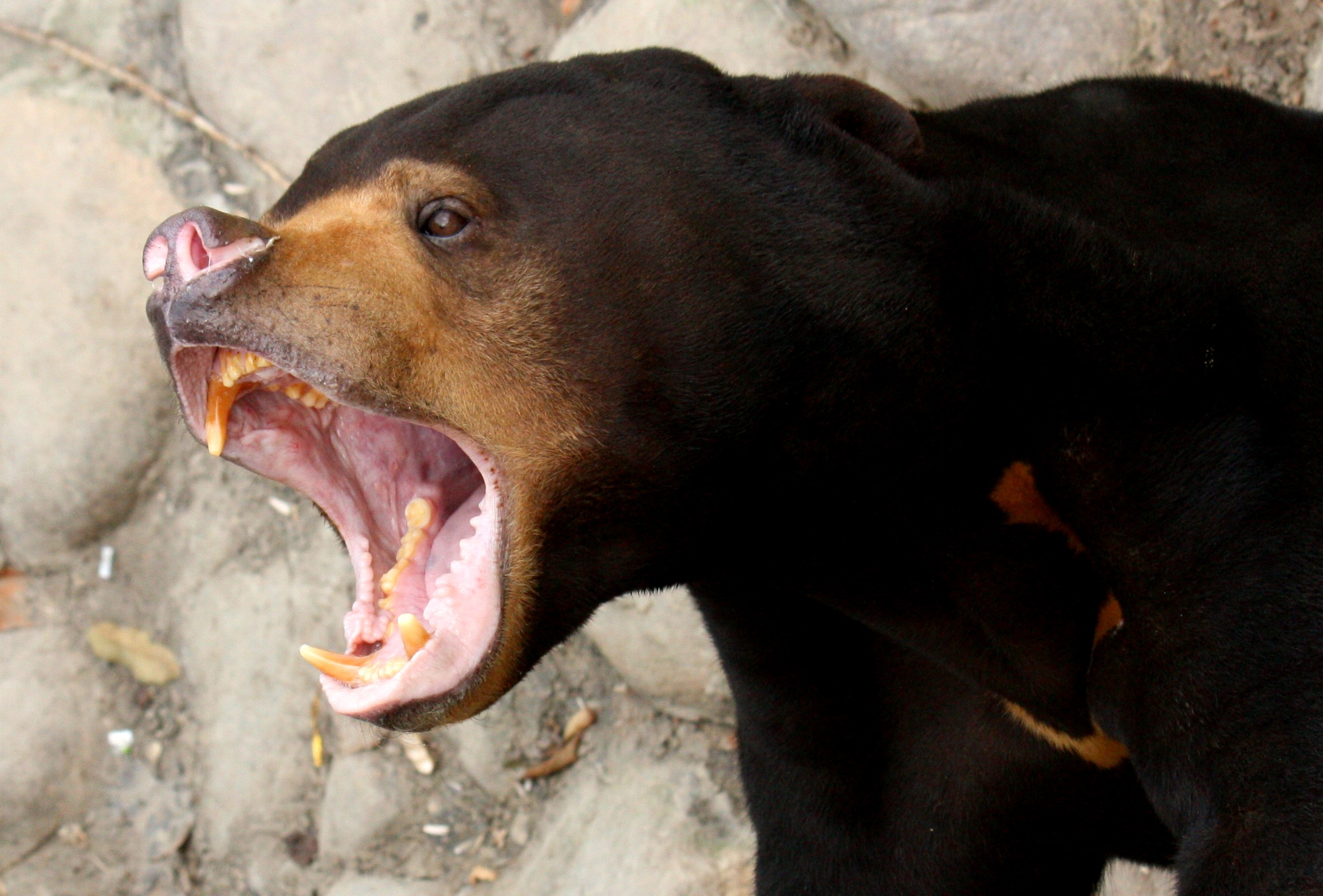
Medvěd malajský

Značná rozloha země v severojižním směru umožňuje neobvykle vysoké množství různých klimatických zón, od rovníkových až po ty, které se podobají oblastem mírného pásu. Část území pokrývají stále zelené tropické deštné lesy, ve vyšších polohách je střídají opadavé lesy a savany. Vegetaci tvoří především vlhkomilné a bahenní rostliny rostoucí v močálech, tropické deštné lesy a v horách borovicový porost. Pobřežní vody nabízejí bohatství korálových útesů. Kácením lesů a jejich přeměnou na hospodářskou půdu, popř. využitím v papírenském a dřevařském průmyslu, mizí řada druhů rostlin i živočichů. Například vzácné dřevo teak (teka obrovská) se dříve mohutně těžilo, ale dnes je jeho těžba vládou zakázána.
V Thajsku žije 282 druhů savců. Počet živočichů rok od roku klesá. Slon je národním symbolem. Populace divoce žijících slonů, v 19. století stotisícová, je však v současnosti odhadována již jen na 2000 až 3000 kusů (2009). Počet domestikovaných slonů je jen o něco málo vyšší. Ve 20. století se v Thajsku na práci využívalo 20 000 slonů, po zákazu soukromé těžby dřeva v roce 1989 tento počet znatelně klesl. Stavy přesto stále klesají, hlavně kvůli pytláctví. Pytláci dlouho lovili slony pro slonovinu, nyní stále častěji pro maso.
Mezi savce, jejichž početní stav klesá, patří tygr, levhart, gibon, makak, medvěd malajský (nejmenší druh medvěda), medvěd ušatý, kabar pižmový (drobný jelínek vážící 10–15 kg), gaur aj. Ohrožené jsou i některé druhy ptáků (ze 13 druhů zoborožců, kteří tu žijí, např. zoborožec běloprsý, dvojzoborožec velký, zoborožec štítnatý) a plazů, zejména je to říční želva a sladkovodní krokodýl, kteří již téměř vymizeli. Na druhou stranu hadi jsou silně zastoupeni počtem druhů i jedinců včetně velmi jedovatých druhů. Mořská fauna je zastoupena živočichy marlín modrý, letounovité ryby, soltýn barakuda a různými druhy žraloků. V Andamanském moři i v Thajském zálivu je značný výskyt korálových útesů s bohatou faunou.

### Ochrana přírody

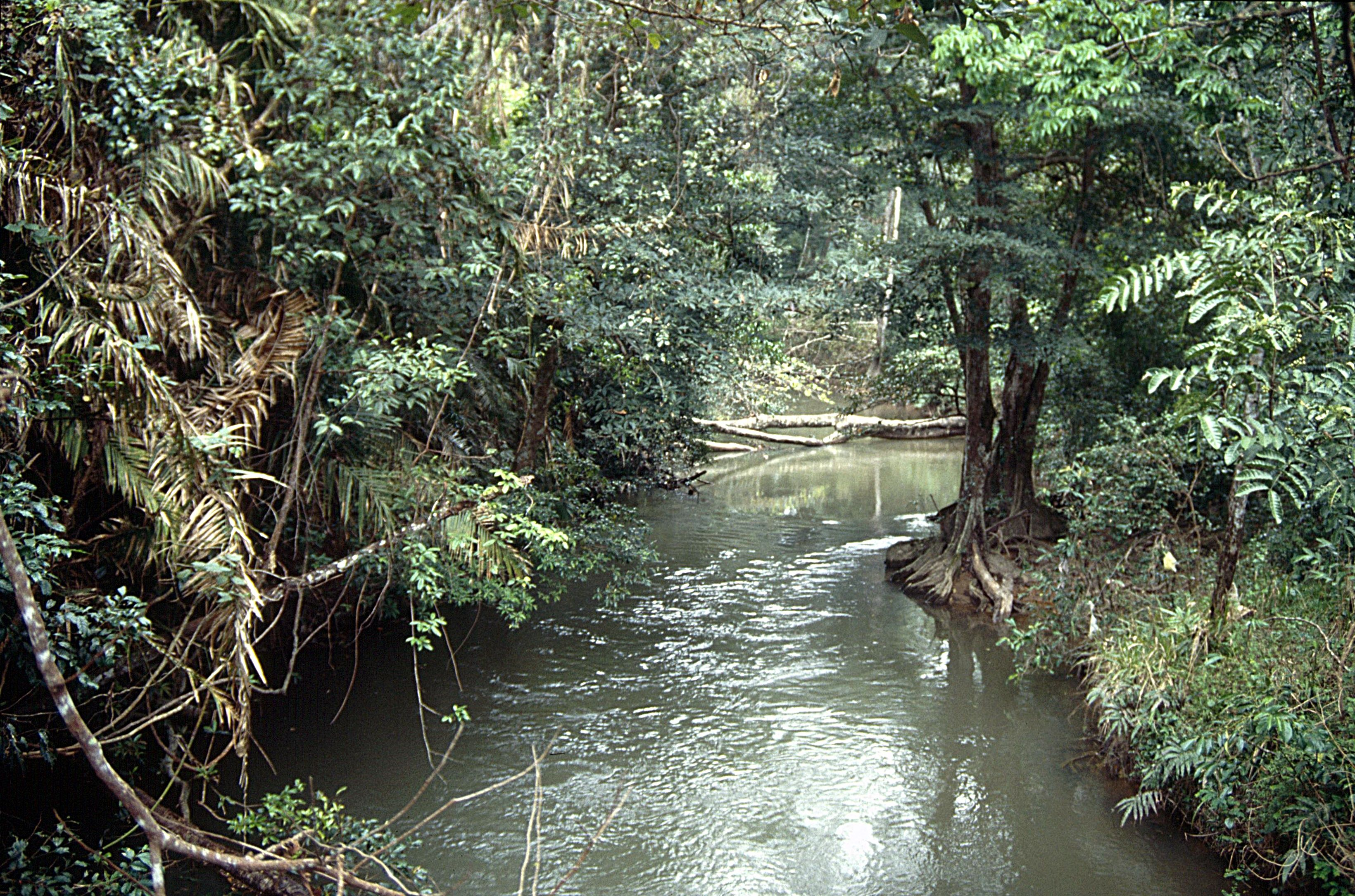
Národní park Khao Yai

V Thajsku se nachází 63 národních parků a 32 přírodních rezervací o celkové rozloze 56 443 km2. Špatným příkladem ochrany přírody je rapidní úbytek lesní plochy. Před padesáti lety bylo v Thajsku 70 % území zalesněno, v současnosti (2009) pouhých 26 %. Odlesněné svahy kopců jsou mj. příčinou sesuvu lavin bahna. V Thajsku je rozšířené pytláctví a obchod s ohroženými druhy zvířat a zvířecími produkty. Tuto situaci se snaží stát řešit zakládáním národních parků a rezervací. Ty tvoří přes polovinu zalesněného území. Nejznámějším a nejstarším národním parkem je Khao Yai založený v roce 1962 (2168 km2). Dalším národním parkem je Erawan (550 km2) založený v roce 1972 v západním Thajsku v pohoří Tenasserim. Leží v údolí řeky Kwai Yai a je význačný nádhernými vodopády. Přírodní rezervace Hala-Bala o rozloze 433 km2 byla založena v roce 1996. Pokrývá oblast pohoří Titiwangsa a sousedí s rezervací Belum-Temengor v Malajsii. Hala-Bala je chráněný les se dvěma lesními oblastmi: lesem Hala (provincie Yala a Narathiwat) a lesem Bala (provincie Narathiwat). Lesy v rezervaci jsou považovány za nejbohatší z hlediska druhové rozmanitosti. Část rezervace pokrývá Národní park Bang Lang.

## Politický systém

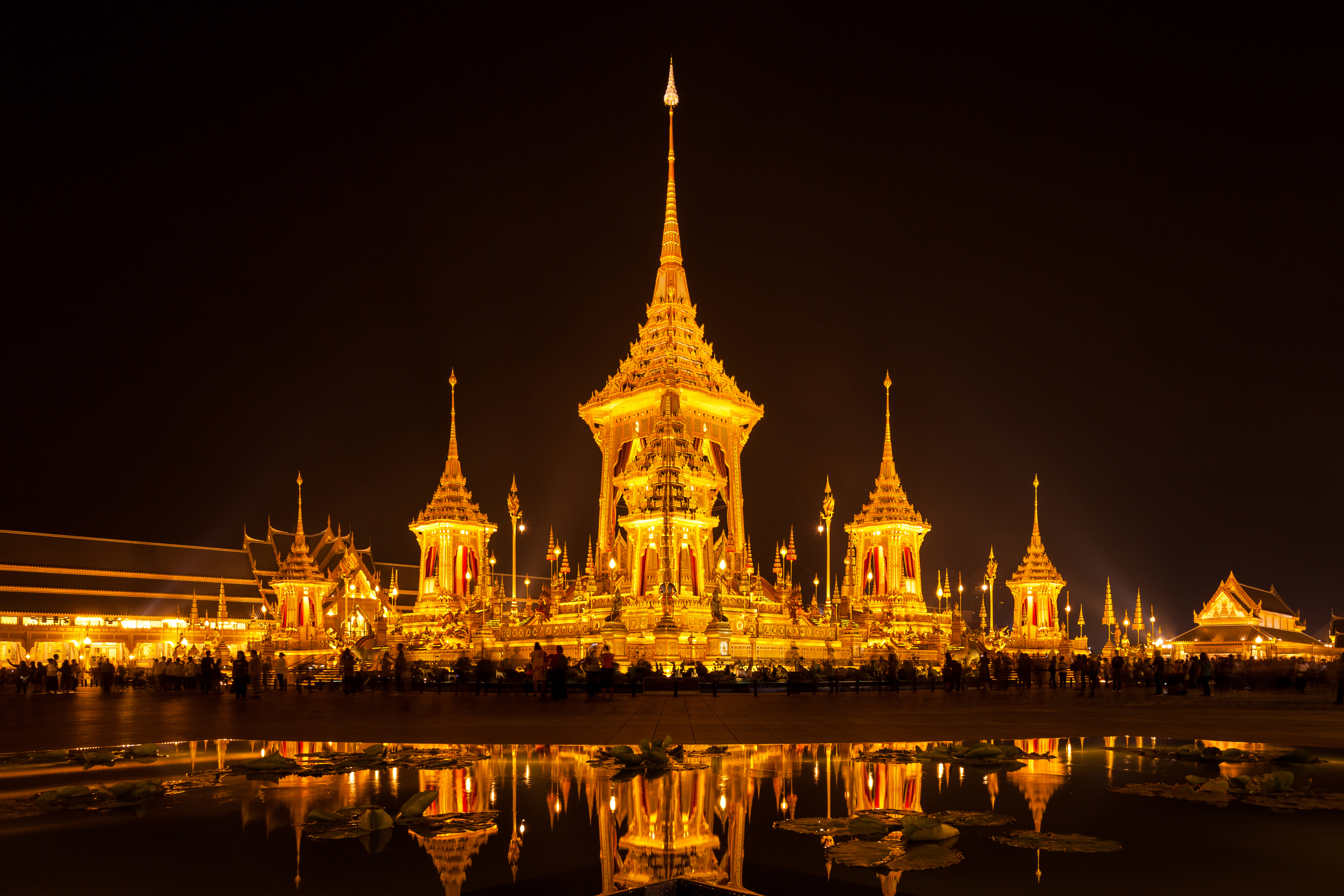
Krematorium krále Rámy IX. v noci

Thajsko je konstituční monarchií. Královská moc je regulovaná ústavou a je také podřízena jejím ustanovením. Král zahajuje zasedání parlamentu a jmenuje premiéra a také členy kabinetu. Jedná se o podobný systém jako ve Spojeném království, i když v Thajsku má monarchie větší vliv. Král má daleko větší dozorčí úlohu ve státě a předkládá řadu projektů na rozvoj země. Někteří politologové, jako například Duncan McCargo, tvrdí, že thajský král má mnohem větší moc, než mu přiznává ústava, díky síti spřízněných osob v jednotlivých stranách a v zákulisí politiky. Hovoří dokonce o „síťové monarchii“. Monarchie má tři správní články. Jedná se o Kabinetní (tajnou) radu, Úřad královského domu a Sekretariát krále. Kabinetní rada vystupuje jako poradce krále a někdy ho i zastupuje, Úřad královského domu spravuje nemovitosti a administrativu, organizuje ceremonie a Sekretariát vykonává administrativní a sekretářské práce. Podle ústavy musí být král buddhista.
Král a jeho rodina jsou chráněni zákonem o urážce majestátu. Trest za ni se pohybuje v rozmezí tři až patnáct let vězení. V roce 2017 však vojenský soud za urážku majestátu udělil i 35letý trest, a to za vyjádření na facebooku. To proto, že tresty se sčítají podle počtu urážek. V roce 2015 byli Thajci souzeni například i za urážku králova psa nebo za olajkovaní upravené královy fotografie na sociální síti. Junta, jež se chopila moci roku 2014, zákona na ochranu majestátu široce využívala k potírání opozice a Thajsko mělo v letech 2014-2019 zdaleka největší množství osob uvězněných "za urážku krále" ve své historii. Tato praxe pokračuje i po formální ukončení vlády junty.
Král Pchúmipchon Adunjadét, který nastoupil na trůn v roce 1946 a vládl až do roku 2016, byl nejdéle vládnoucím panovníkem. Od roku 2016 v čele země stojí král Mahá Vatčirálongkón. 

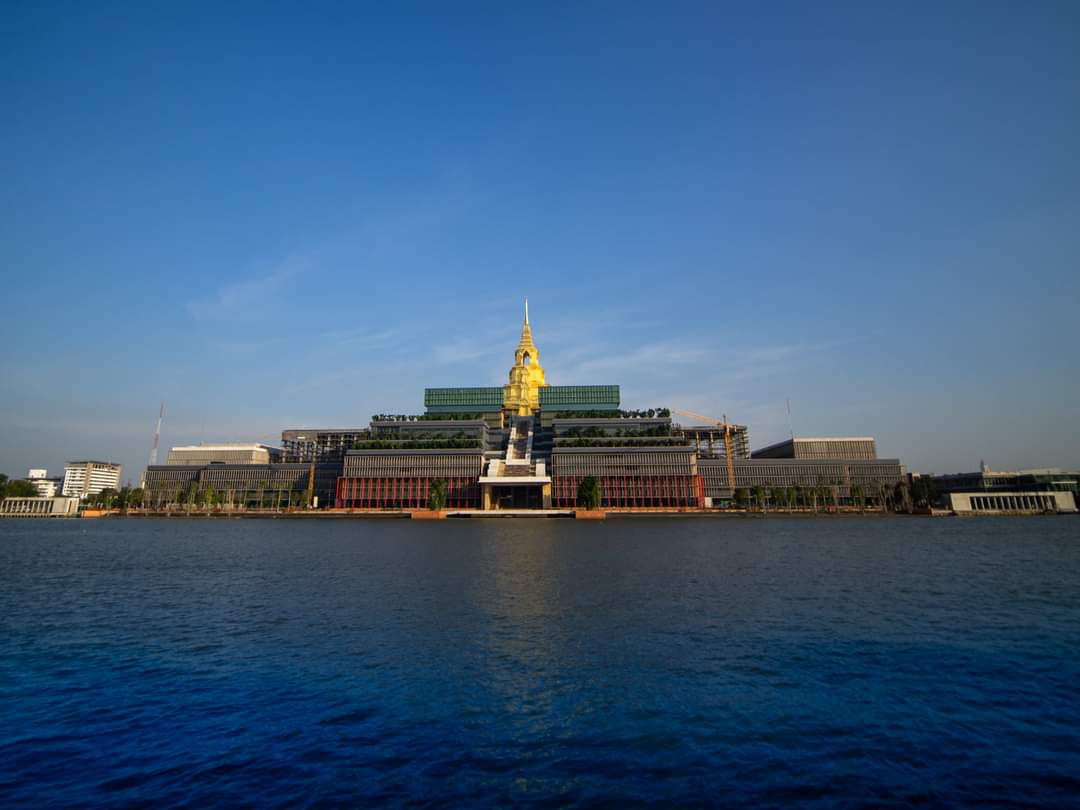
Sídlo parlamentu

Výkonná moc vlády je podřízena premiérovi, který je volen parlamentem, jenž se skládá z dolní (360 křesel) a horní (270 křesel) sněmovny. Ústava zřizuje dvoukomorové Národní shromáždění, které je složeno ze Senátu a Parlamentu. Členové dolní komory jsou voleni lidovým hlasováním na 4 roky, členové Senátu jsou jmenováni. Soudní moc je vykonávána ve jménu krále. Soudci jsou voleni a odvoláváni králem. Soudní systém existuje ve třech úrovních. Nejnižší jsou soudy první instance, střední úroveň plní odvolací soudy a na nejvyšším stupni stojí Vrchní soud. Soudy první instance se dělí na 20 smírčích soudů a 85 provinčních soudů. Existuje také Ústřední soud pro nezletilé. Nejvyšší soud se skládá z prezidenta a 21 soudců. Armáda se skládá z Královské thajské armády, Královského letectva a Královského námořnictva a konečně z policie.
V Thajsku existují dva nesmiřitelné politické tábory a to takzvané „Žluté košile“ mající podporu royalistů, nacionalistů a městské střední vrstvy a „Červené košile“ mající podporu chudších lidí z venkova, studentů a levicových aktivistů.
Jedním z typických rysů thajské politiky jsou převraty. Thajsko je zemí se čtvrtým nejvyšším počtem státních převratů na světě, mělo proto také dvacet různých ústav. S tím souvisí i výjimečná role armády. Ta velmi často zasahuje do politiky a provádí právě zmíněné státní převraty. V éře konstituční monarchie (od 1932) vedli zemi uniformovaní nebo bývalí vojáci zhruba po dvě třetiny doby její existence.

### Administrativní členění
Thajsko je rozděleno na město Bangkok a 76 provincií. V čele každé provincie stojí guvernér, jmenovaný ministerstvem vnitra, kdežto guvernér Bangkoku je volen občany na čtyřleté funkční období. Provincie se dělí na okresy (amphoe), podokresy (king-amphoe), dále na újezdy (tambon) a vesnice (muban), ve významnějších sídlech existují paralelně s těmito správními jednotkami municipality (thetsabaan) různých úrovní. Hlavní město provincie mívá stejný název jako samotná provincie. Bangkok se dělí na 50 městských obvodů (khet).

### Lidská práva
V květnu 2014 se po ozbrojeném převratu dostala k moci vojenská junta. Podle článku v Reflexu z července 2016 junta „cenzurovala média, měnila ústavu a zatýkala své odpůrce, občanské aktivisty i politiky různých stran. Ti pak stáli ne před civilními, ale vojenskými soudy, které je často bez pardonu a velmi rychle posílali do vězení.“
Oficiální ukončení vlády junty v roce 2019 však situaci příliš nezlepšilo. Organizace Human Right Watch v roce 2022 stav lidských práv v Thajsku hodnotila slovy: "Vláda premiéra Prajut Čan-oča omezuje základní práva, zejména svobodu projevu a shromažďování, svévolně zatýká demokratické aktivisty a kritiky monarchie, připravila rozpuštění velké opoziční strany a zneužívá pandemie covidu-19 k udržování výjimečného stavu. Úřady potlačují protesty proti demokracii, někdy násilně. Vládní agentury i soukromé společnosti pronásledují ochránce lidských práv. Tři miliony migrujících pracovníků ze zahraničí čelí systematickému zneužívání navzdory vládním slibům o reformě. Uprchlíci a žadatelé o azyl čelí zatýkání, dlouhodobému zadržování a deportacím." Také podle organizace Freedom House vláda i po roce 2019 "nadále omezuje občanská a politická práva a potlačuje opozici". Organizace Reportéři bez hranic zařadila Thajsko ve svém Indexu svobody tisku z roku 2021 na 137. místo ze 180 zemí světa. Zaznamenány jsou například zpráv o deportaci pronásledovaných Ujgurů do domovské Číny, když v předchozích letech byli i po dlouhou dobu drženi v detenčních centrech, bez možnosti kontaktu se svými rodinami. Tento stav se neobešel bez protestů mezinárodního společenství.

### Zahraniční vztahy

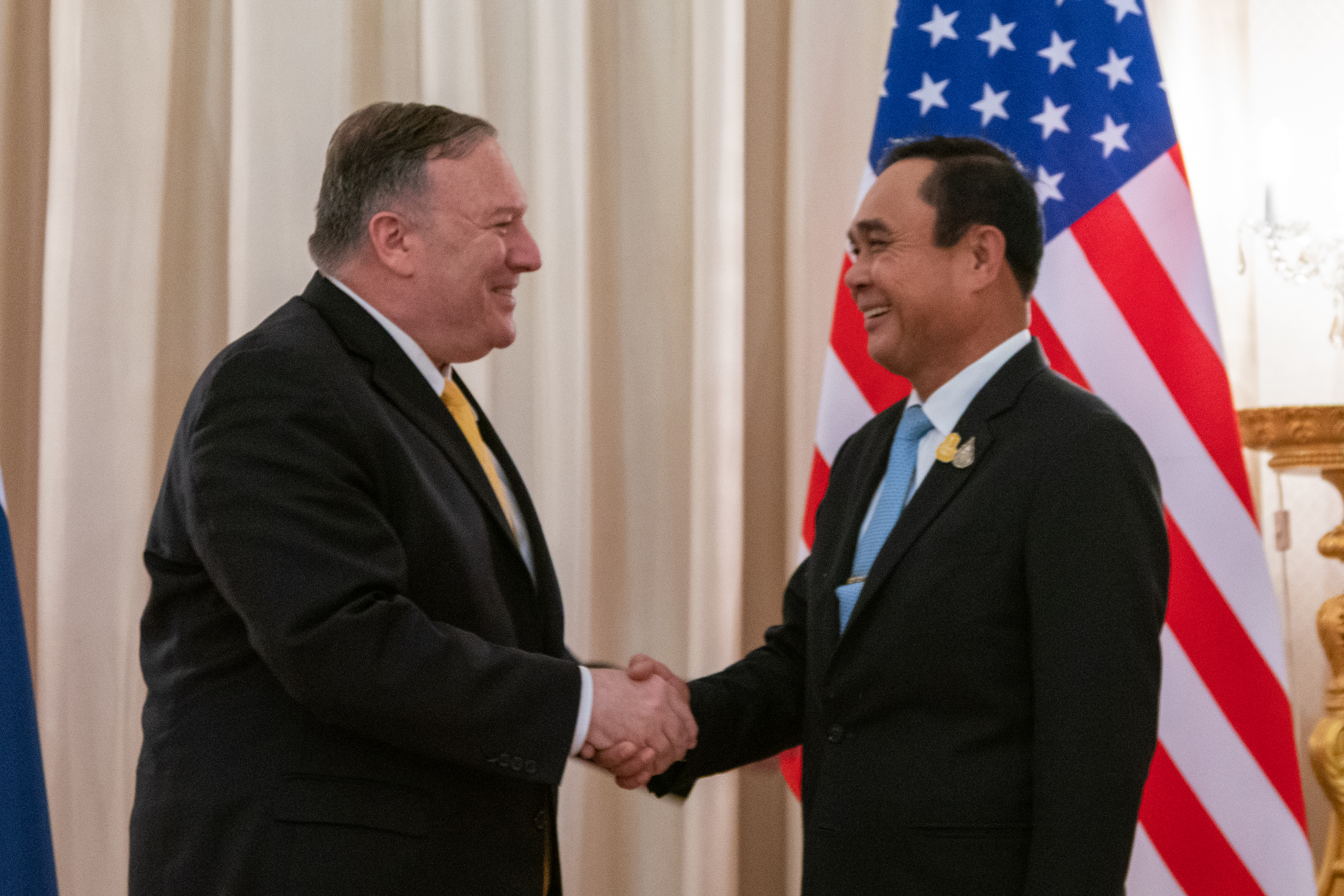
Mike Pompeo s premiérem Prajutem Čan-očou

Od 50. let 20. století bylo Thajsko hlavním spojencem Spojených států v oblasti jihovýchodní Asie. V roce 1954 utvořilo s Američany a jejich západními spojenci organizaci kolektivní bezpečnosti SEATO. Z oblasti jihovýchodní Asie byly členem ještě Filipíny. Primárním cílem bylo vytvořit blok k zadržení dalšího komunistického postupu v jihovýchodní Asii. To vedlo k zapojení thajské armády jak do korejské, tak vietnamské války. Sídlo organizace SEATO bylo v Bangkoku. V 70. letech však organizací začaly zmítat spory, nejprve vystoupil Pákistán, pak Francie a roku 1977 byla i formálně zrušena. Thajské spojenectví s Američany však přetrvalo a oživlo zejména po 11. září 2001. Thajsko poté přispělo svými vojáky k americké invazi do Afghánistánu i Iráku.
Po konci studené války se Thajsko více zaměřilo na regionální spolupráci v rámci ASEAN. Utvořilo si mnohem těsnější vazby než v minulosti zvláště s Indonésií, Malajsií, Filipínami, Singapurem, Brunejí, Laosem, Myanmarem i Vietnamem. Ještě o něco širší platformou je Východoasijský summit, jehož ustavujícího zasedání se Thajsko aktivně účastnilo roku 2005, či Asijsko-pacifické hospodářské společenství, jehož zasedání Thajsko hostilo roku 2003.
Premiér Tchaksin Šinavatra (2001-2006) bazíroval na tom, že Thajsko je regionální velmocí. Zastavil proto přijímání jakékoli zahraniční pomoci a naopak inicioval různé rozvojové projekty v chudších sousedních zemích, jako je Laos. Navzdory obavám, zda to Thajsko ekonomicky ustojí, zahájil jednání o zóně volného obchodu s Čínou, Austrálií, Bahrajnem, Indií i USA. Když se Východní Timor odtrhl od Indonésie, přispěl vojáky do mírové mise INTERFET (druhým největším počtem po Austrálii).
V roce 2020 Thajsko uzavřelo dohodu o strategickém partnerství s Austrálií. Spolupráce s Austrálií byla dobře patrna právě již během východotimorské mírové mise.
Již od 60. let vede Thajsko spor o malé území bezprostředně sousedící s 900 let starými ruinami hinduistického chrámu Preah Vihear. Roku 1962 ho Mezinárodní soudní dvůr přisoudil Kambodži. Když byl chrám roku 2008 zapsán na seznam Světového dědictví UNESCO, napětí znovu vzrostlo. V dubnu 2009 vypukly na hranicích vojenské střety. Byli zabiti dva kambodžští a tři thajští vojáci. Obě armády vinily tu druhou, že střílela jako první, a popřely vstup na území druhé země. I další výrok haagského tribunálu roku 2013 však byl ve prospěch Kambodže.

## Obyvatelstvo
| Náboženství v Thajsku | Náboženství v Thajsku | Náboženství v Thajsku | Náboženství v Thajsku | Náboženství v Thajsku |
| --------------------- | --------------------- | --------------------- | --------------------- | --------------------- |
| Náboženství           |                       |                       | Procent               |                       |
| Buddhismus            | Buddhismus            |                       | 94,50 %               | 94,50 %               |
| Islám                 | Islám                 |                       | 4,29 %                | 4,29 %                |
| Křesťanství           | Křesťanství           |                       | 1,17 %                | 1,17 %                |
| Hinduismus            | Hinduismus            |                       | 0,03 %                | 0,03 %                |
| ostatní               | ostatní               |                       | 0,01 %                | 0,01 %                |

K roku 2018 mělo Thajsko 69,2 milionů obyvatel.
Z celkového počtu obyvatel země představují etničtí Thajci asi 75 %, etničtí Číňané 14 %, ostatní 11 % (Lao, Malajci, Khmerové, Hmongové, Karenové, Šanové, Akhové, Rohingyové, Mořští lidé a další etnické skupiny). Thajská vláda uznává celkem 62 etnických skupin žijících v Thajsku.

V metropolitní oblasti Bangkoku žije více než 14 milionů obyvatel, což je 22,2 % všech obyvatel země.

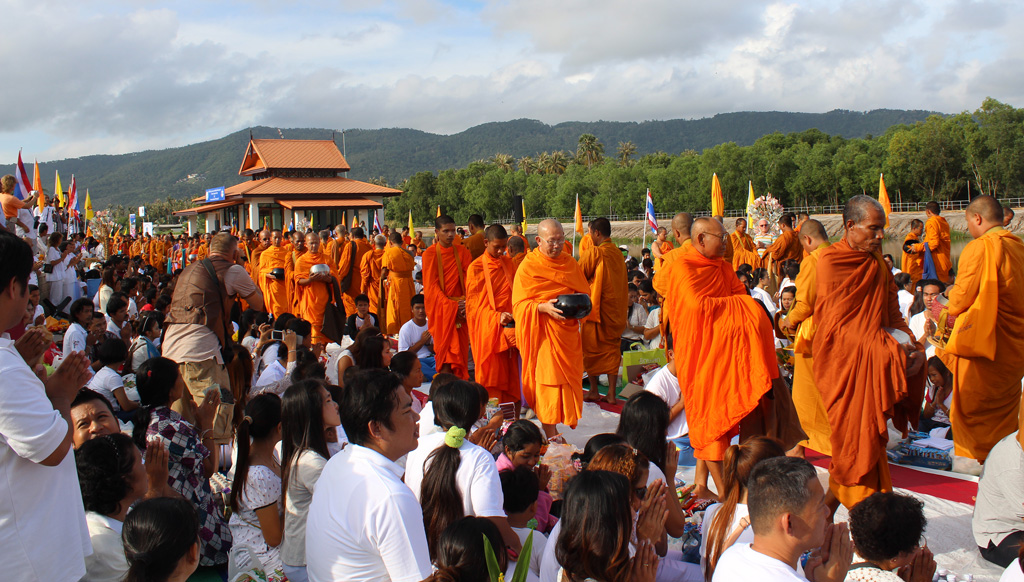
Thajci věnují mnichům almužní jídlo

93,6 % se hlásí k buddhismu. Theravádový buddhismus je rovněž jádrem thajského nacionálního sebeuvědomění. Muslimové tvoří asi 5% obyvatel. V nejjižnějších oblastech Thajska islám převažuje. Od roku 2004 sužuje jih země ozbrojený konflikt mezi muslimskými separatisty a thajskou vládou. Křesťané v zemi představují menšinu čítající 1,2 % populace.
Jako ve většině asijských kultur, je klíčová v thajském spirituálním učení úcta k předkům. Jedním z významných představitelů moderního buddhismu byl Buddhadása. V Thajsku je přes 300 000 buddhistických mnichů. Od thajských mužů, včetně členů královské rodiny, se očekává, že přinejmenším jednou ve svém životě dočasně vstoupí do mnišského řádu, většinou na tři měsíce. V zemi je 40 000 tzv. watů, jež jsou něco mezi chrámem a klášterem, kde buddhistický výcvik probíhá. Typické je, že mniši putují zemí a lidé je obdarovávají jídlem, neboť věří, že jim to přinese štěstí.

## Ekonomika

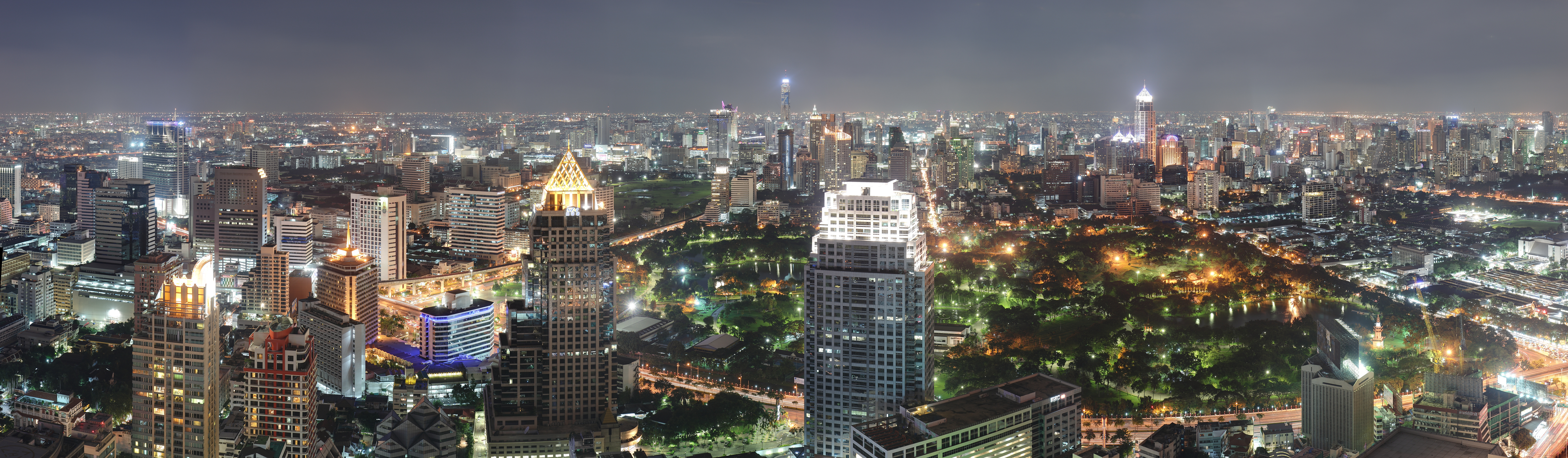
Bangkok, největší město v zemi, centrum obchodu a průmyslu

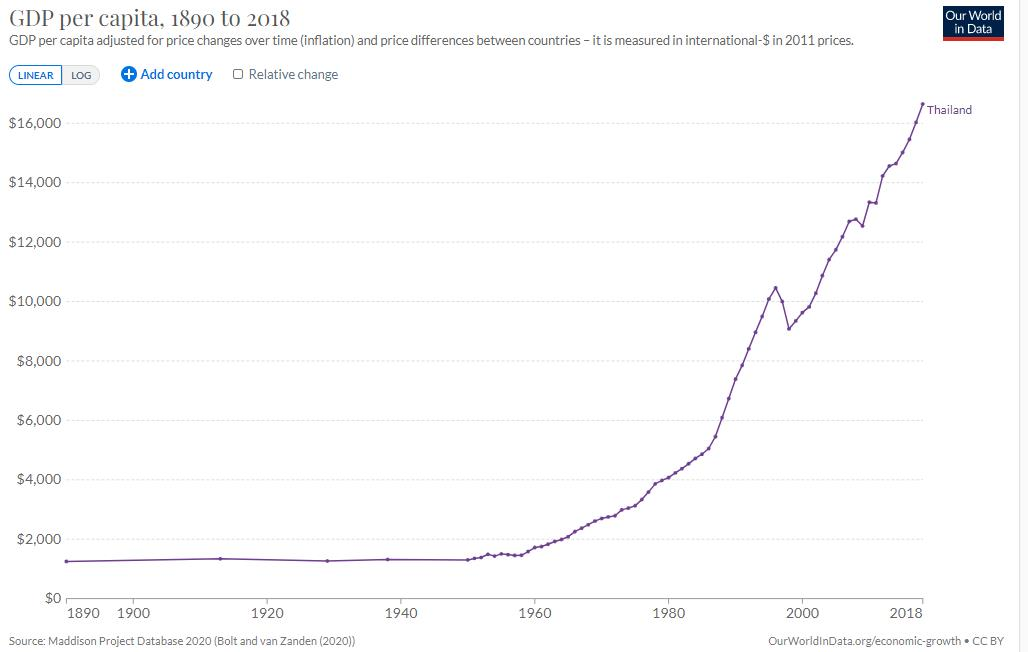
Růst HDP Thajska 1890-2018

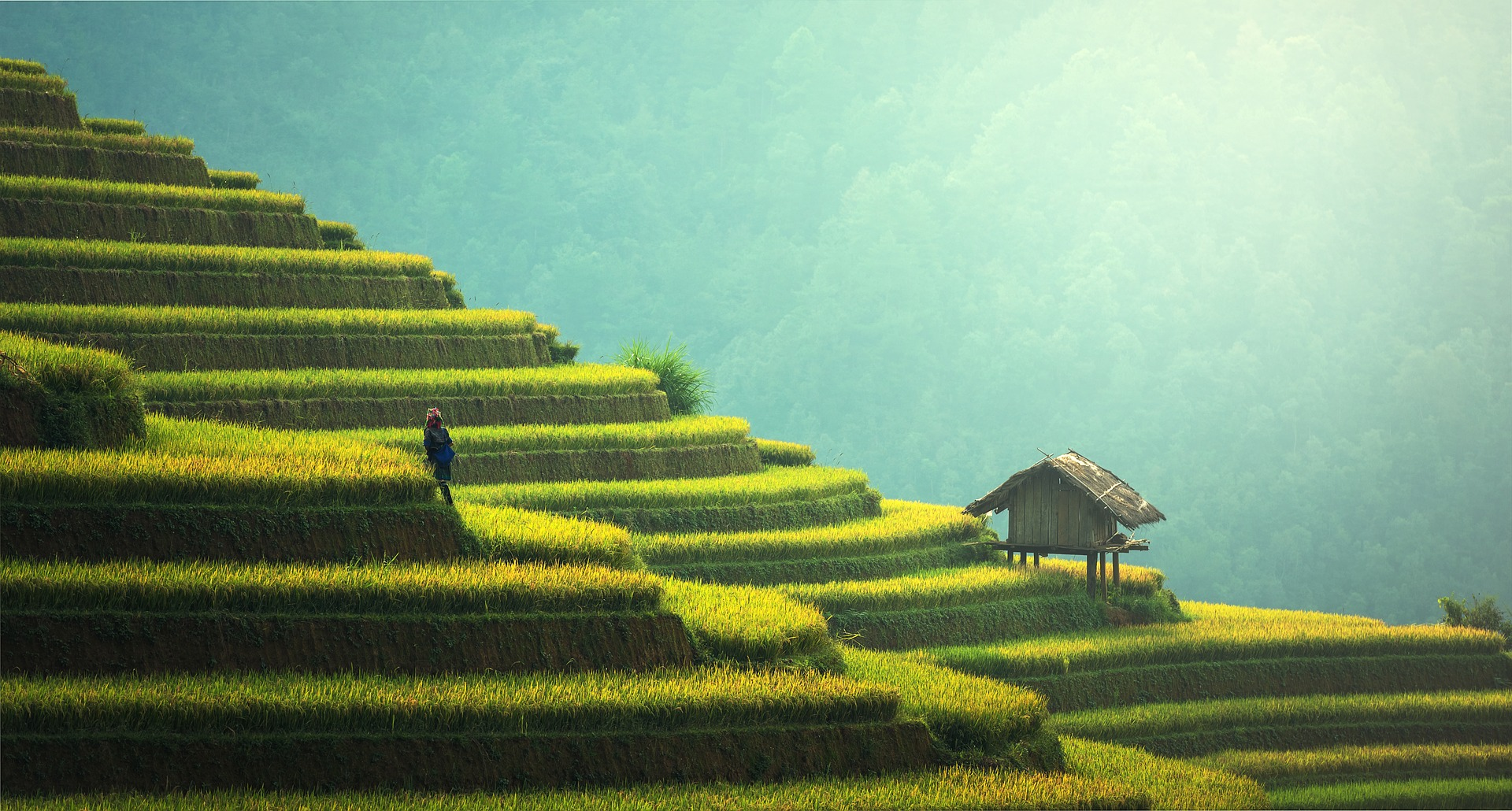
Thajsko je druhým největším vývozcem rýže na světě.

Ekonomika je postindustriální – služby tvoří 55,6 % HDP, průmysl: 36,2 %, zemědělství: 8,2 %.
Ekonomika Thajska patří k nejsilnějším v regionu a pro okolní země působí jako ekonomická opora, zejména pro Laos, Myanmar a Kambodžu funguje jako tzv. kotevní ekonomika. Patří mezi tzv. nově industrializované země. Hospodářství je založeno převážně na exportu, vývoz tvoří více než dvě třetiny hrubého domácího produktu (HDP). Thajsko je přední světový vývozce rýže, mořských plodů, automobilů typu pick-up, počítačů i spotřební elektroniky. Osm výrobců, pět japonských, dva američtí a Tata z Indie, vyrábí pick-upy v Thajsku. Výroba těchto vozů je oproti osobním automobilům daňově zvýhodněna, daň činí 3-12 %, kdežto u osobních vozů 17-50 %. Nejvíce Thajci vyváží do Číny a Spojených států. Dovozy jsou nejvyšší z Číny a Japonska.
Hrubý domácí produkt v roce 2017 byl 18 060 amerických dolarů na hlavu a růst činil 6,5%. Thajská ekonomika se nastartovala na konci 80. let a Thajsko zažilo éru prudkého růstu HDP v 90. letech 20. století (průměr 12,4 % ročně). Asijská finanční krize roku 1997 křivku růstu zlomila, problémy thajské národní měny bahtu byly dokonce jedním z iniciátorů krize v celé oblasti. Ale potíže trvaly jen tři roky, poté se dynamika ekonomiky obnovila a vrátila se zhruba na předkrizovou úroveň. Třicet let od roku 1990 tak z Thajska udělalo svého druhu ekonomickou velmoc, která útočí na první dvacítku nejbohatších zemí planety. Podle Mezinárodního měnového fondu byla thajská ekonomika v roce 2021 dvaadvacátou největší na světě, z hlediska HDP v paritě kupní síly (počítáme-li jen skutečně nezávislé státy). Je druhou největší v jihovýchodní Asii (po Indonésii), byť Vietnam se začíná dostávat na podobnou úroveň. Po Singapuru, Bruneji a Malajsii je Thajsko čtvrtou nejbohatší zemí oblasti podle HDP na obyvatele, ovšem Singapur a Brunej jsou malé městské státy. Pozorovatelé již mnohokrát upozornili, že thajský ekonomický vývoj jako by byl nezávislý na častých politických krizích a zvratech.
V zemi žije více než 2,2 milionu legálních a ilegálních migrantů.
K úspěchům země patří boj s chudobou. Přes nízký hrubý národní příjem na osobu se podařilo snížit podíl lidí žijících pod národním prahem chudoby z 65,26 % v roce 1988 na 13,15 % v roce 2011. Podíl lidí žijících v extrémní chudobě je pouze zlomek procenta. Nezaměstnanost je velmi nízká – v první čtvrtině roku 2014 činila pouze 0,9 %. To je způsobeno velkým počtem lidí živících se samozásobitelským hospodařením, majících živnost nebo zaměstnaných v rodině bez nároku na mzdu. Relativně vysoká je ovšem zadluženost domácností – na úrovni 80 % HDP. Státní dluh je ovšem velmi nízký – 41,24 procent HDP (tedy zhruba na úrovni Česka).
Na indexu bídy byla thajská ekonomika v r. 2018 vyhodnocena jako nejlepší na světě.
Problémem ovšem je nerovnoměrné bohatství. V roce 2014 Credit Suisse uvedla, že Thajsko je po Rusku a Indii třetí zemí s největší nerovností na světě. Deset procent nejbohatších drželo 79 % majetku země. Jedno procento nejbohatších drželo 58 % aktiv. Padesát thajských nejbohatších rodin mělo celkové čisté jmění představující 30 % HDP.

### Turismus
Důležitou součástí ekonomiky je turismus. Podíl cestovního ruchu na tvorbě HDP činí přibližně 10 % (zhruba dvakrát tolik co v České republice), pokud se ovšem zohlední nepřímé efekty turismu, dá se hovořit o tom, že je na cestovní ruch navázáno až 20 % HDP. V roce 2016 Thajsko navštívilo 32,6 milionu zahraničních turistů.

Mezi hlavní turistické lokality patří hlavní město Bangkok, přímořské město Pattaya, Čiang Mai, Phuket (ostrov), Ko Čang (ostrov) a provincie Krabi. Mezi oblasti s nižší cenovou hladinou turistického ubytování patří Khao Lak na západě Thajska. Pláže jsou zde opatřeny opěrnými zdmi proti vlnám.

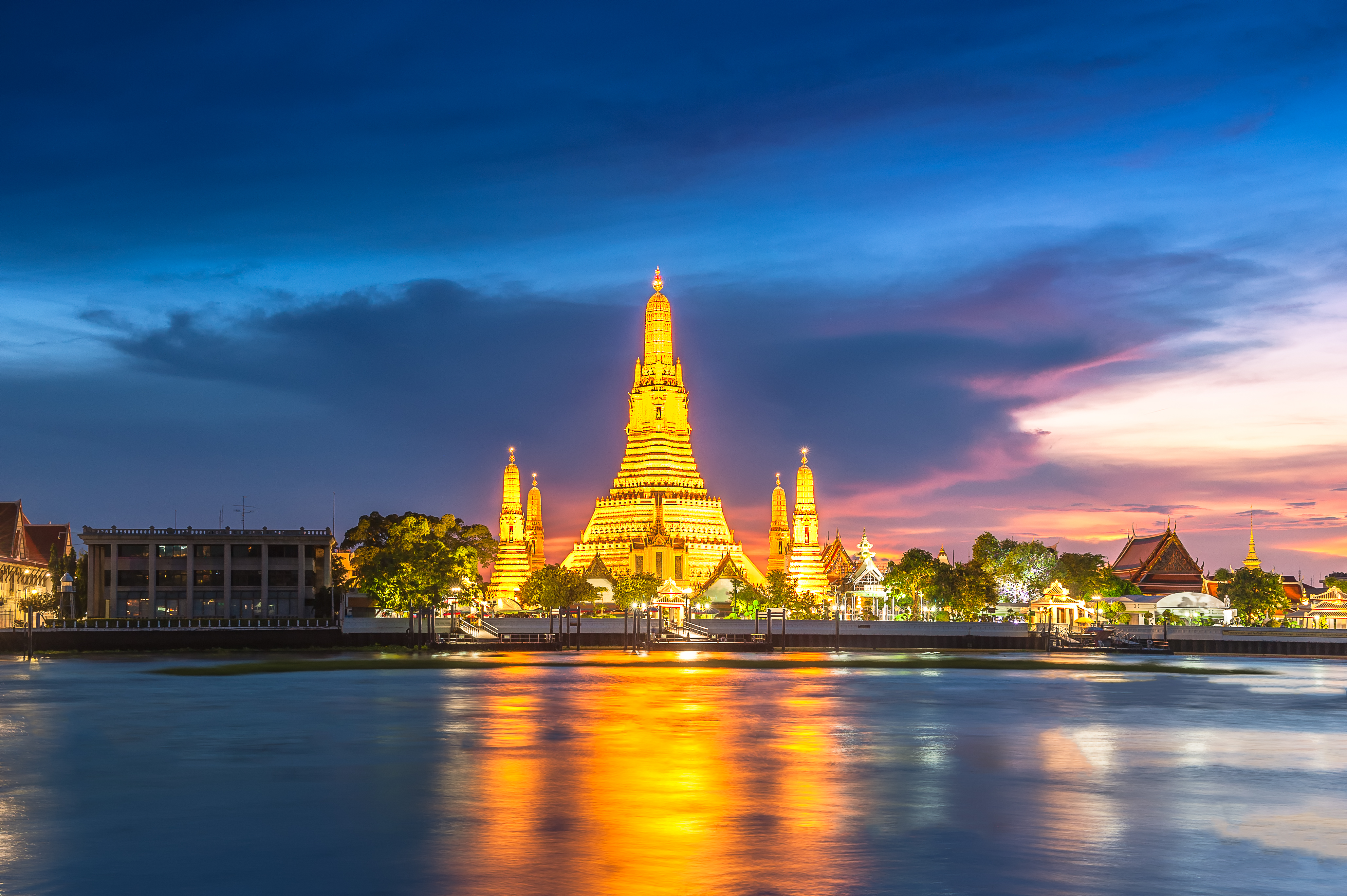
Wat Arun, Bangkok
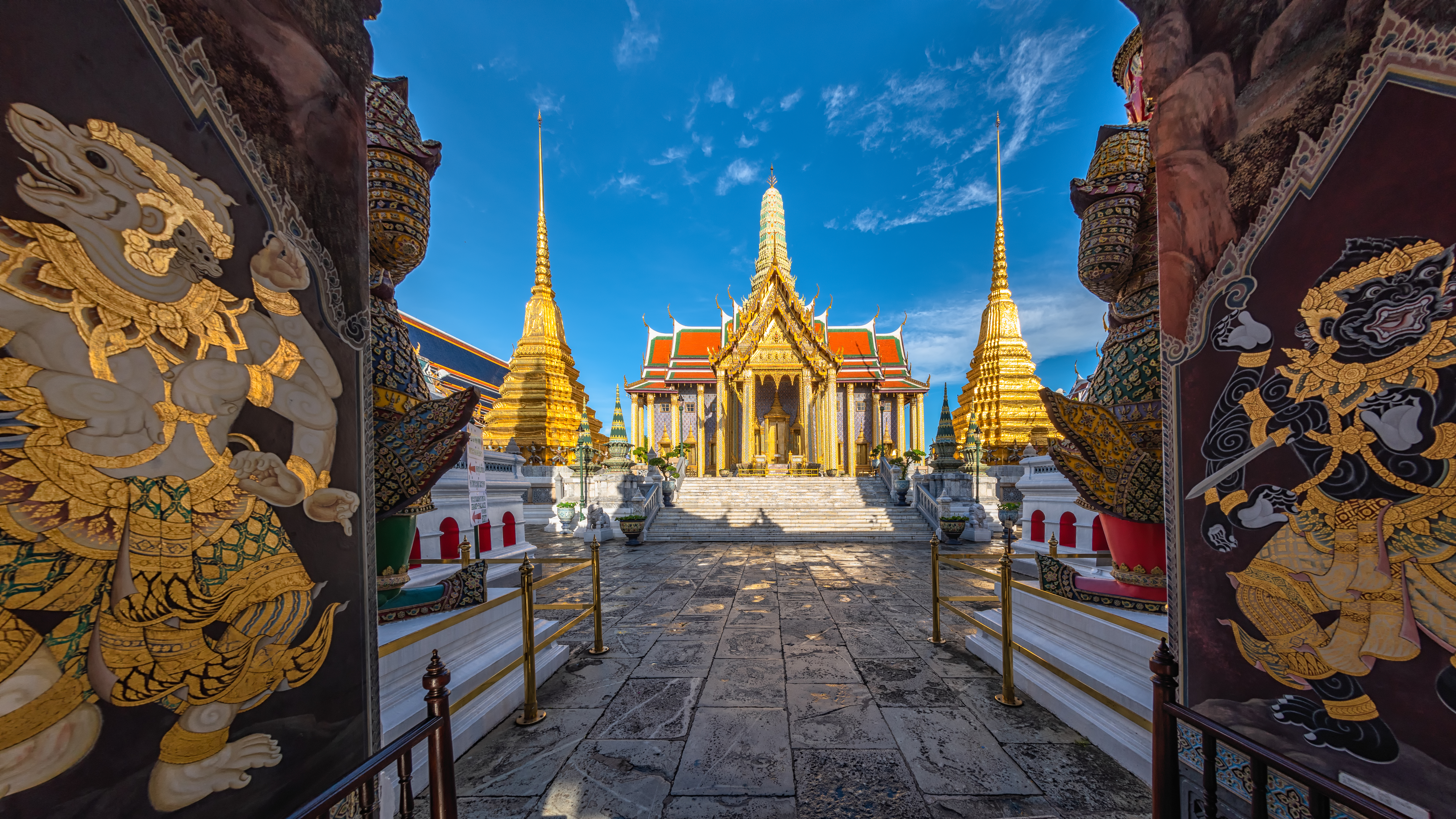
Wat Phra Kaeo, Bangkok
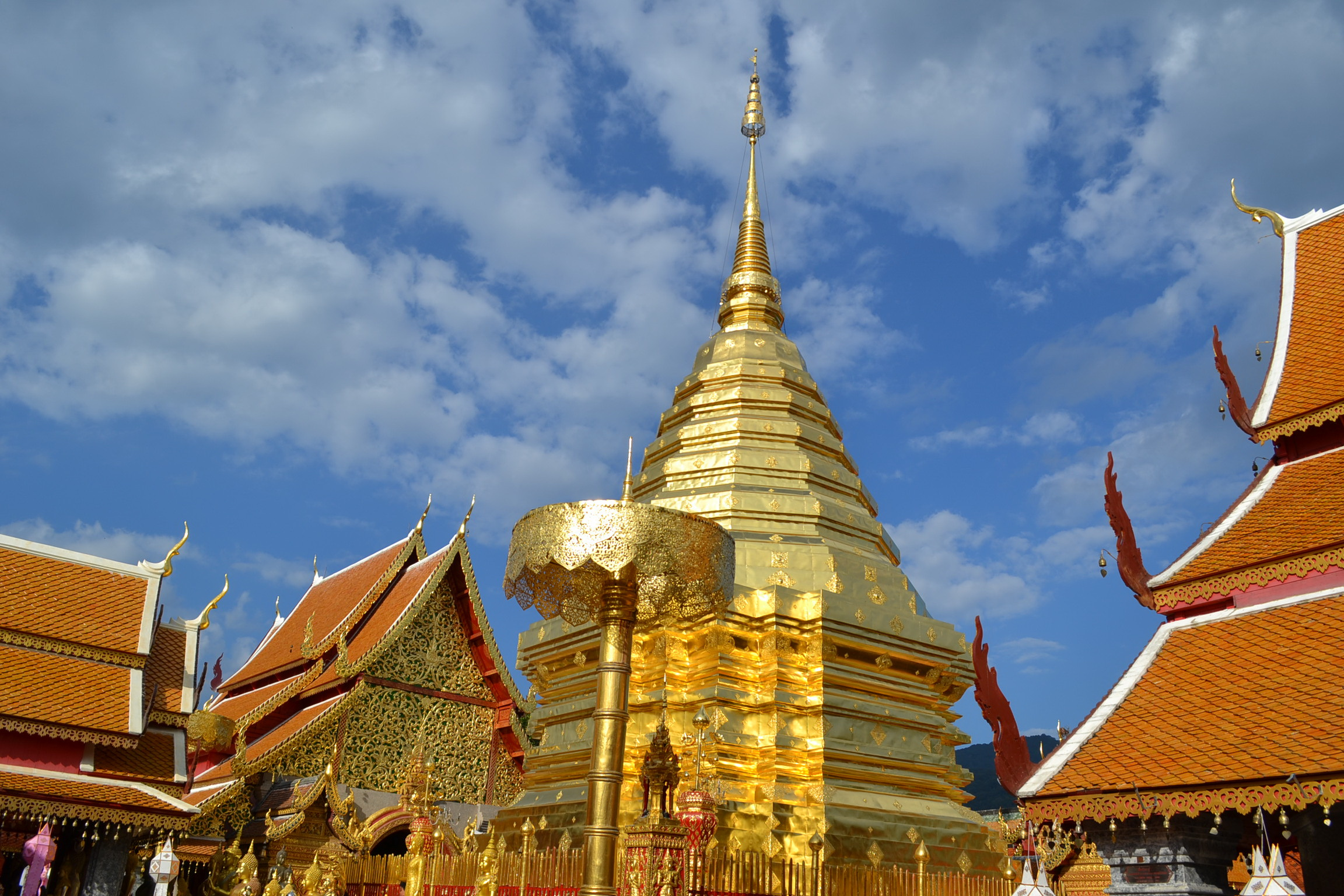
Wat Phrathat Doi Suthep, Chiang Mai

Součástí turismu v Thajsku byla tradičně také sexuální turistika. Ta se soustřeďovala do Bangkoku a zejména města Pattaya, jemuž se kvůli tomu přezdívalo „město hříchu“. Opakující se zprávy o nezletilých prostitutkách a rozmachu mafie nakonec, v roce 2017, přiměly vládu k zásahu proti tomuto druhu turismu.

### Doprava

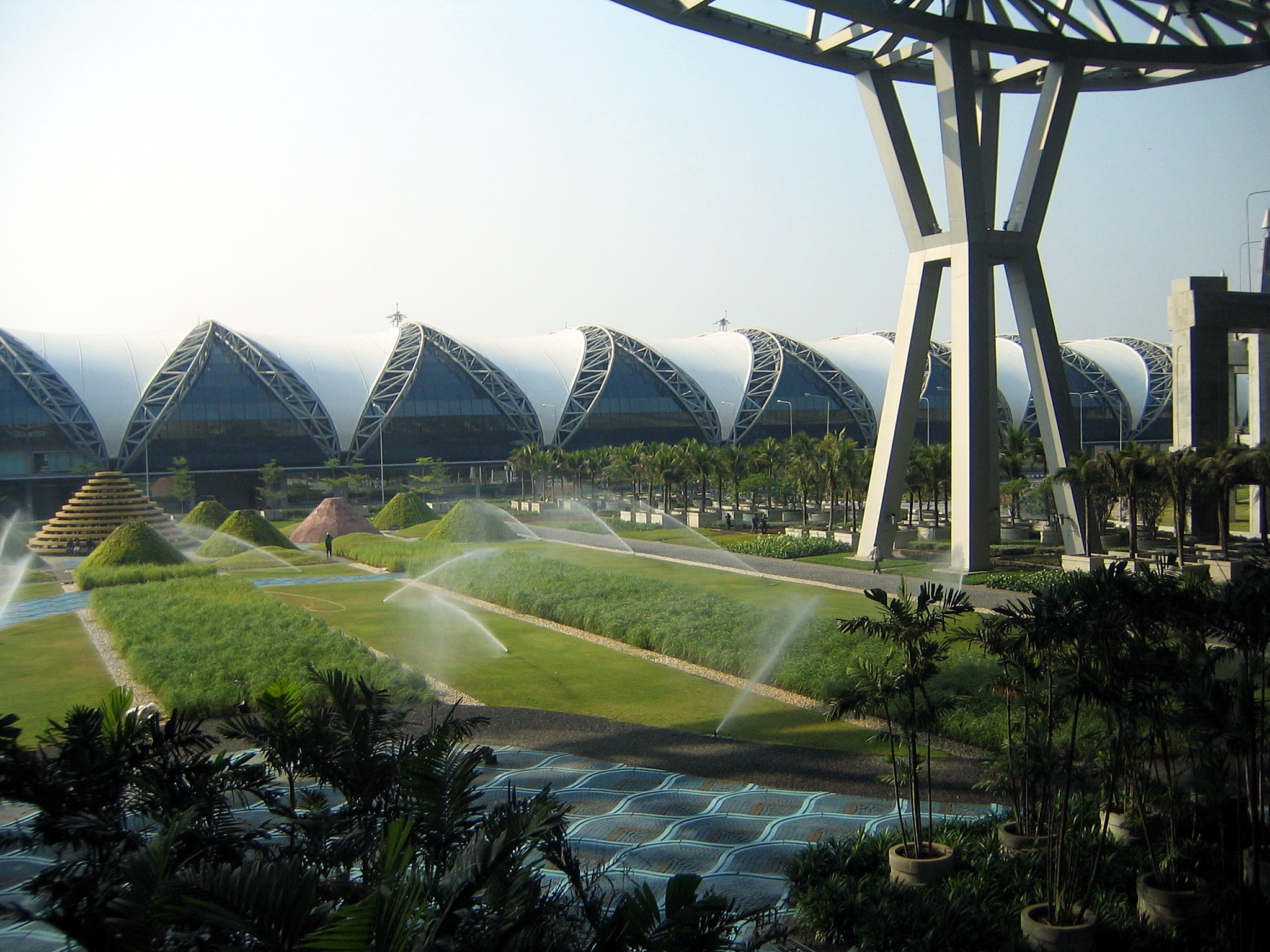
Letiště Bangkok-Suvarnabhumi

Autobusová doprava převažuje při přepravě na dlouhé vzdálenosti, zatímco na venkově je dlouhodobě užívána železnice. Thajská vláda v budoucnu plánuje dopravní infrastrukturu rozšířit vybudováním vysokorychlostní železnice. Železniční dopravu v Thajsku zabezpečuje státní dopravce State Railway of Thailand (SRT). Vlaky z Bangkoku odjíždí z Bangkok Railway Station (neoficiálně stanice Hua Lamphong). Infrastrukturu představuje okolo 4500 kilometrů kolejí, přičemž kromě Airport Link jsou všechny úzkorozchodné (1000 mm).

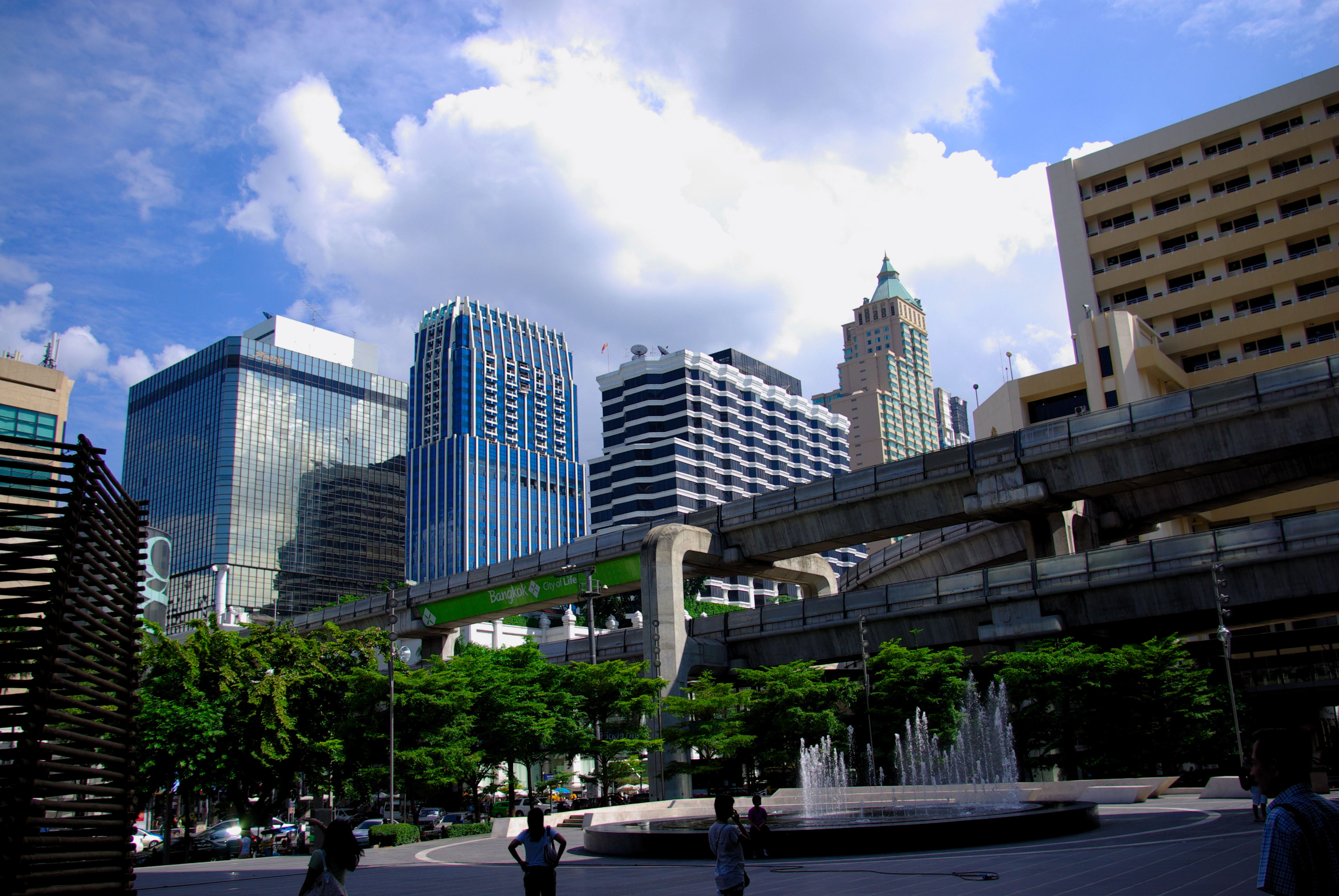
Trasa divergence BTS před Central world.

Podle údajů BBC z roku 2017 je v Thajsku 462 133 silnic, většinou zpevněných. Je zde registrováno 37 milionů vozidel, z nichž 20 milionů jsou motocykly. Pro dopravu osob na krátké vzdálenosti jsou motocykly využívány především. V Bangkoku, Pattaye a jiných velkých městech jsou provozovány motocyklové taxislužby (tzv. „moto-taxi“). Ve městech je hojně využívána přeprava tuk-tuky – motorovými tříkolkami se sedátkem za řidičem. Jejich výhodou je nízká cena. První linka nadzemního metra v Bangkoku byla otevřena v roce 1999 a denně tento systému v roce 2018 přepravil kolem 650 000 cestujících. Přeprava soukromými automobily v 21. století prudce vzrostla. V roce 2015 bylo v Bangkoku registrováno 9 milionů automobilů, přičemž zdejší silnice dokážou zvládnout provoz maximálně 1,5 milionu vozidel. Dopravní zácpy jsou ve městě velmi častým jevem.
Thajsko má 101 letišť, z nichž 63 má zpevněné vzletové a přistávací dráhy. Heliportů je v zemi 7. Největším je Letiště Bangkok-Suvarnabhumi. Letiště proslavilo německého architekta Helmuta Jahna, který jej navrhl v impozantních tvarech, barvách a rozměrech. Je jedno z největších na světě. Vnitrostátní letecká doprava zaznamenala od roku 2010 nárůst popularity, většinou díky rozšiřování nabídky nízkonákladových dopravců, jakými jsou například Thai Air Asia a Nok Air. Lodní doprava je provozována v oblastech splavných vodními kanály. Ve venkovských oblastech se používají různé domácí dopravní prostředky, někdy i sloni.

### Energetika
75 % thajské elektrické energie je vyráběno ze zemního plynu (k roku 2013). Je to díky tomu, že Thajsko samo je velkým producentem zemního plynu, se zásobami nejméně 10 bilionů kubických stop. Druhou nejdůležitější součástí thajského energetického mixu je uhlí, uhelné elektrárny produkují 20 % elektřiny. Po Indonésii je Thajsko největším producentem uhlí v jihovýchodní Asii, přesto musí uhlí dovážet, aby uspokojilo domácí poptávku. Zbylých pět procent v energetickém mixu tvoří biomasa, vodní elektrárny a bioplyn. Thajsko produkuje zhruba jednu třetinu ropy, kterou spotřebuje. Je druhým největším dovozcem ropy v jihovýchodní Asii.

## Thajsko-české vztahy
Thajsko uznalo ČR hned po jejím vzniku 1. ledna 1993 a navázalo s ní diplomatické vztahy. Diplomatické vztahy mezi Thajskem a bývalým Československem na úrovni velvyslanců byly navázány 15. března 1974. Efektivní zastupitelské úřady v Praze a Bangkoku na úrovni velvyslanců byly otevřeny v roce 1990.
Ke vstupu na území Thajska není pro občany České republiky vyžadováno vstupní vízum. V roce 2015 do Thajska přicestovalo 40 784 Čechů.

## Kultura

### Umění

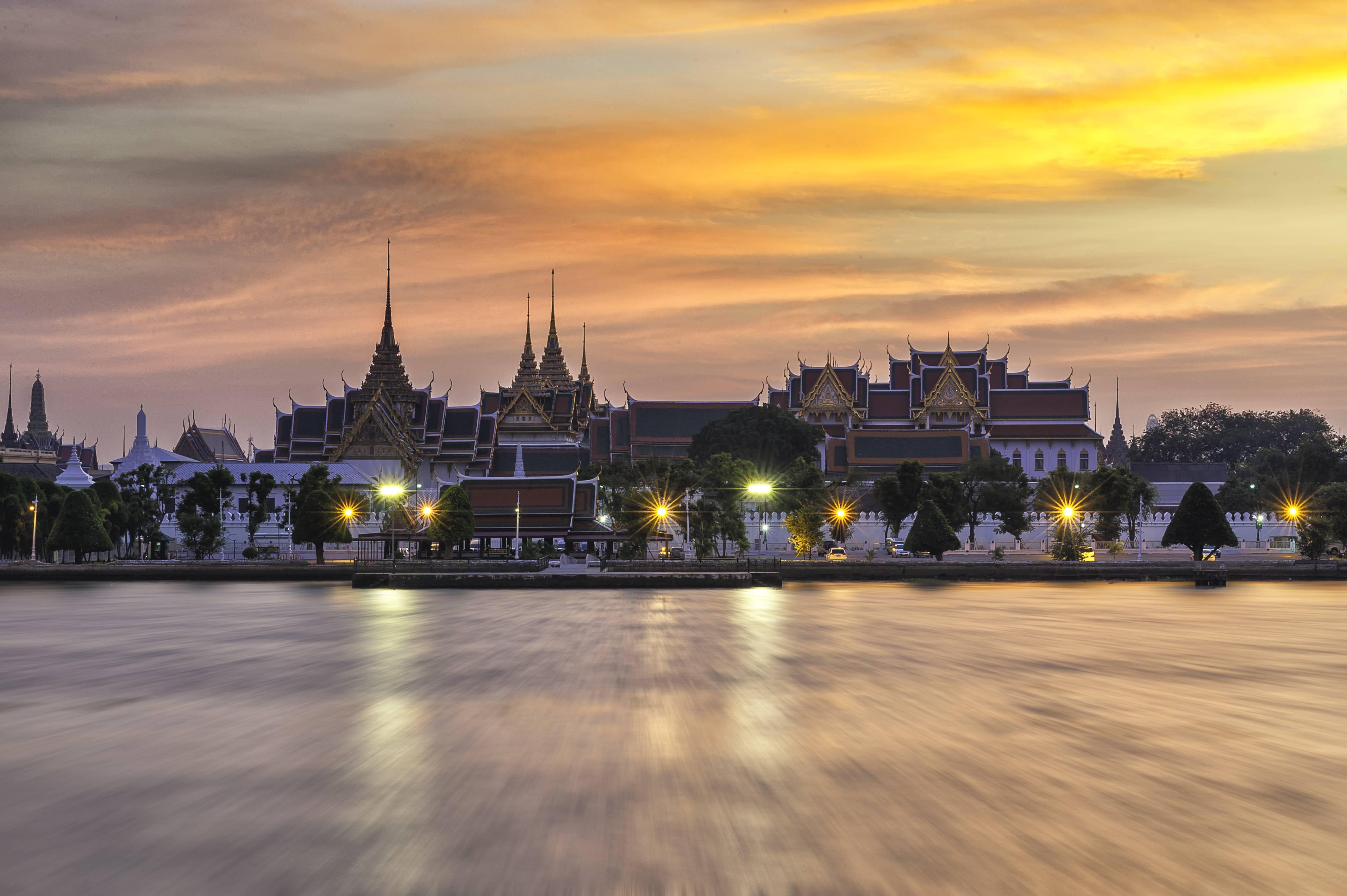
Velký palác v Bangkoku

Nejvýznamnějšími spisovateli v dějinách thajské literatury byli panovníci. Například národní epos Ramakien je připisován králi Taksinovi. Některé pasáže mýtu osobně později  upravil jiný král, Ráma I. a jeho syn Ráma II. Ráma II. neboli Buddha Loetla Nabhalai byl i velkým podporovatelem umění a jeho vláda je zvána zlatou érou thajské literatury. Tradice, že literárně tvoří politici a vládci se udržela i v moderní éře, jak prokázaly literární aktivity kupříkladu premiéra Kukrita Pramoje.
Režisér Apichatpong Weerasethakul vyhrál se svým filmem Strýček Búnmí Zlatou palmu na festivalu v Cannes roku 2010. Největší výstavní institucí v Thajsku je Národní galerie. Otevřená byla roku 1977.
Na seznam světového kulturního dědictví UNESCO byly zapsány zbytky historického města Ayutthaya, město Sukhothaj a Ban Chiang, nejvýznamnější naleziště předhistorického osídlení v jihovýchodní Asii. K významným památkám patří Velký palác v Bangkoku.

### Kuchyně
Thajský způsob přípravy pokrmů je mezinárodně velmi úspěšný. V roce 2017 televize CNN vydala seznam padesáti nejlepších pokrmů světa, který byl vydán na základě průzkumu, jehož se účastnilo 35 000 lidí. Z těchto padesáti jídel bylo sedm jídel z thajské kuchyně. Konkrétně to byly tom yam, pad thai, som tam, kari massaman, zelené kari, smažená rýže po thajsku a mu nam tok.

Thajská kuchyně patří k pikantním způsobům přípravy jídel. Používá mnoho různých koření, která se častěji používají v čerstvé formě než sušená. Populárními kořeními v Thajsku jsou: galangal, koriandr, citrónová tráva, šalotka, pepř a především chilli. Základem většiny jídel je rýže, slovní spojení „jíst rýži“ má v thajštině dokonce stejný význam jako „jíst jídlo“. Používají se ale i nudle. V Thajsku se konzumuje i hmyz či krysy, v thajských restauracích po světě samozřejmě nikoli. Jako dochucovadlo se používají různé pasty (krevetová pasta) a rybí omáčka. Jako sladidlo se používá palmový cukr. Jako základ omáček se často užívá kokosové mléko.

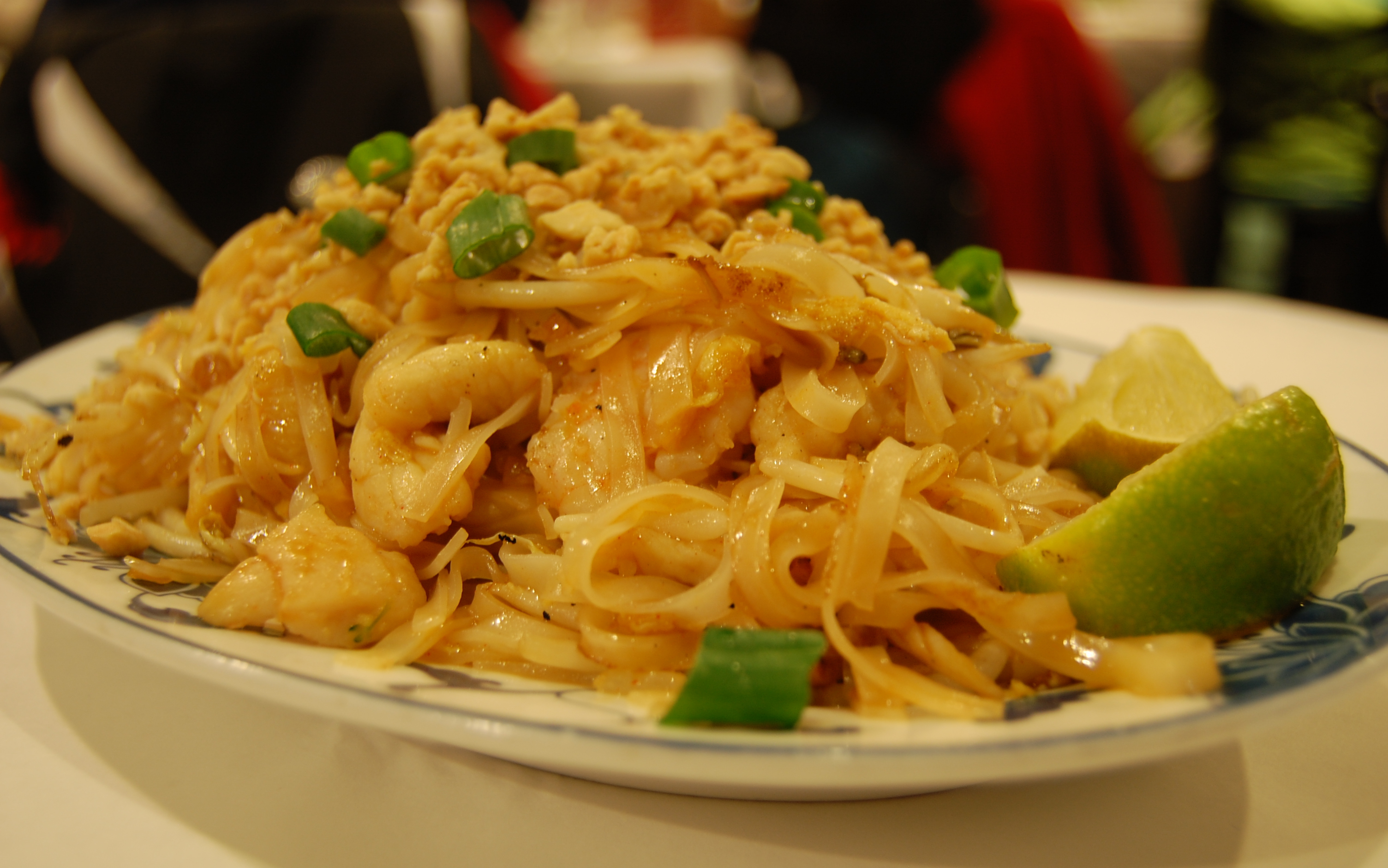
Phad thai
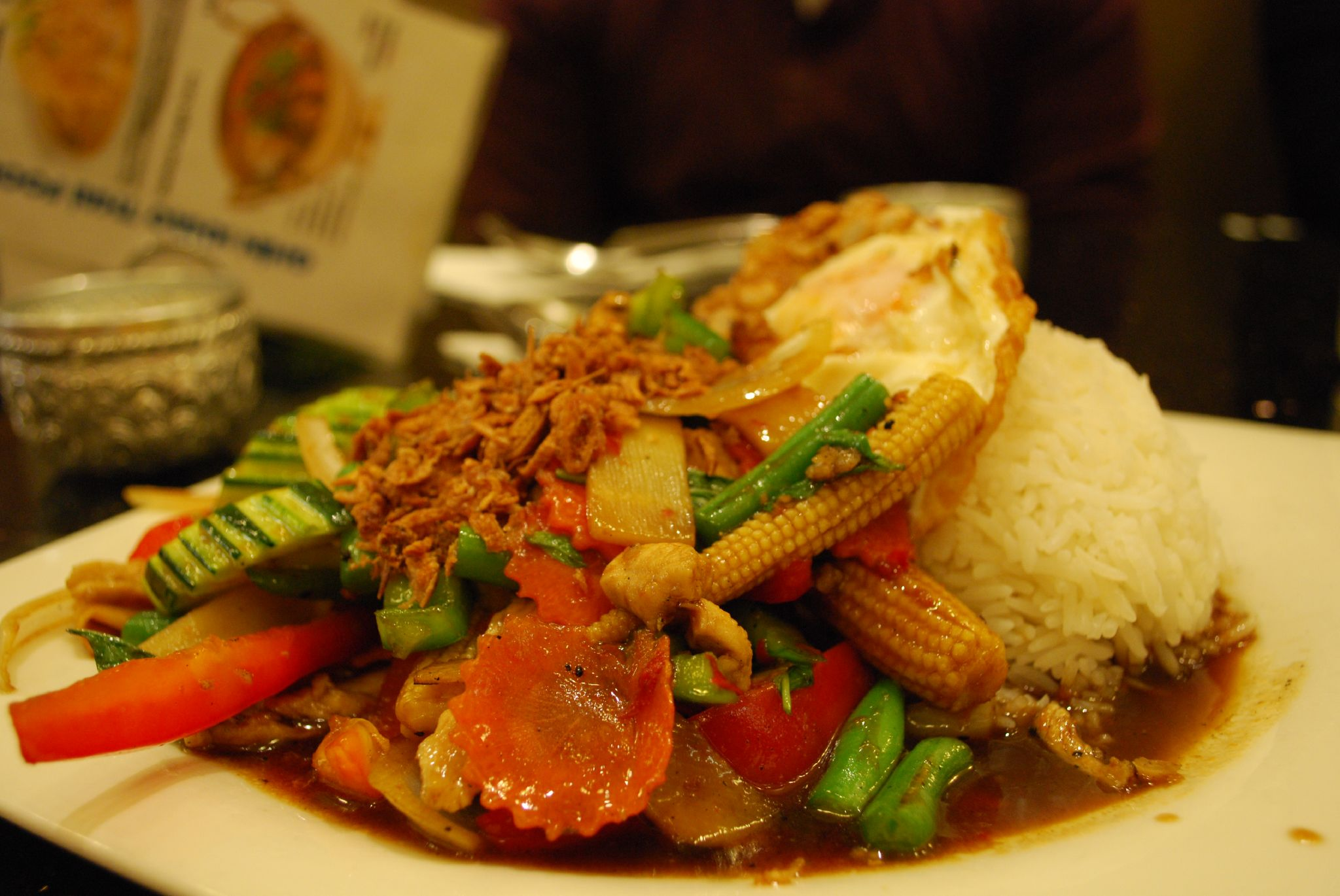
Pad grapow kai (Kuřecí míchačka s bazalkou)
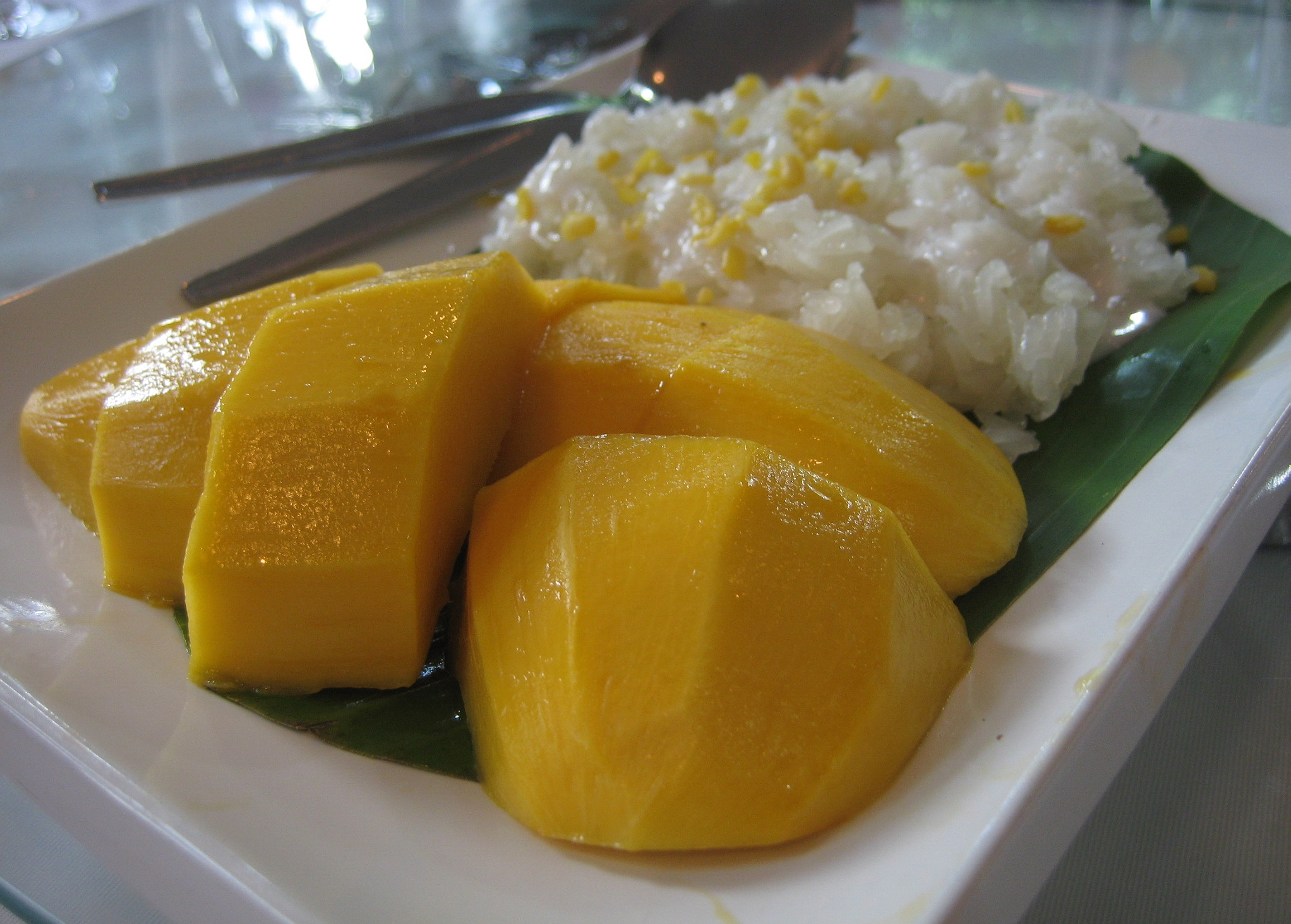
Khao niao mamuang
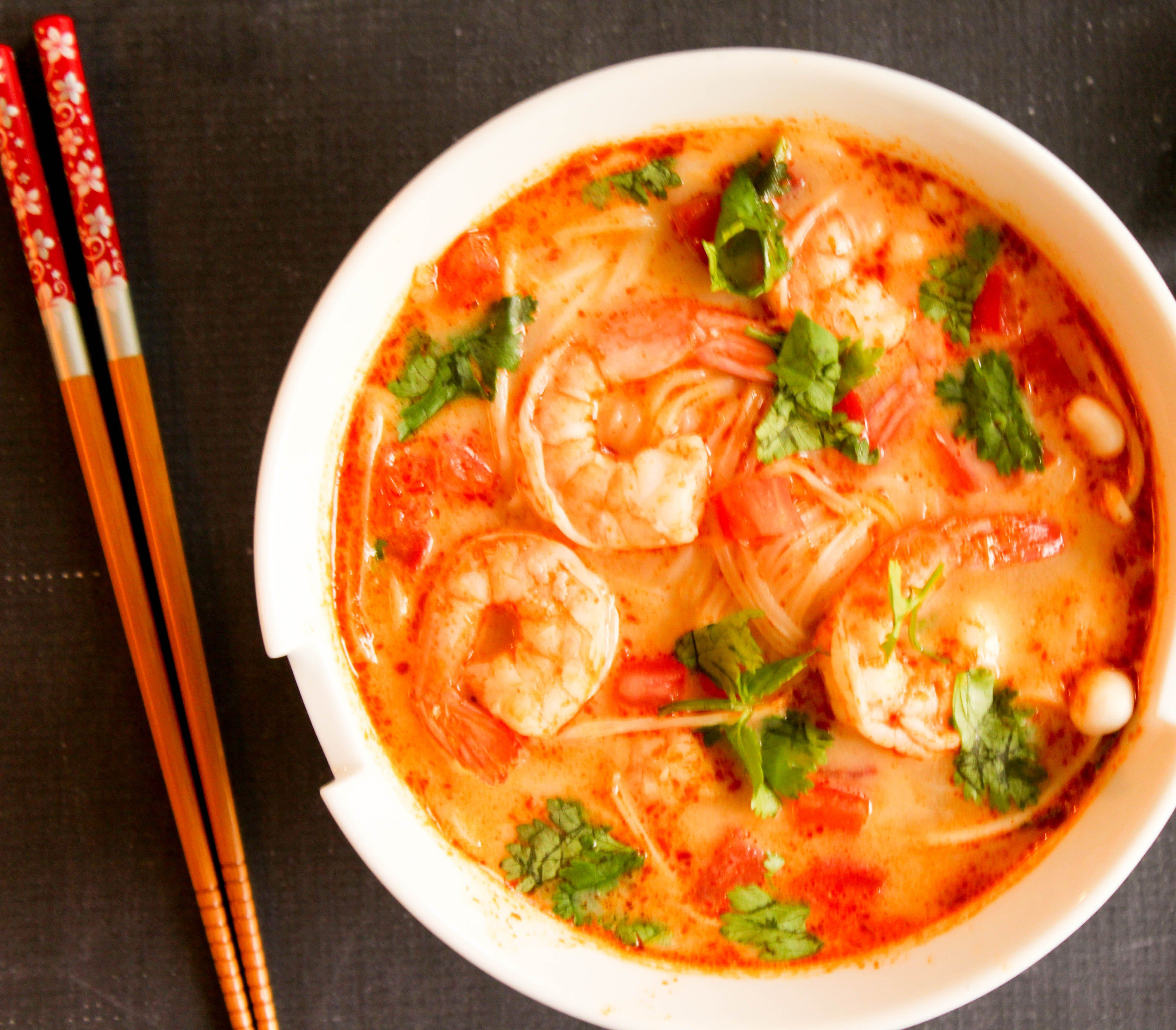
Tom yam kung
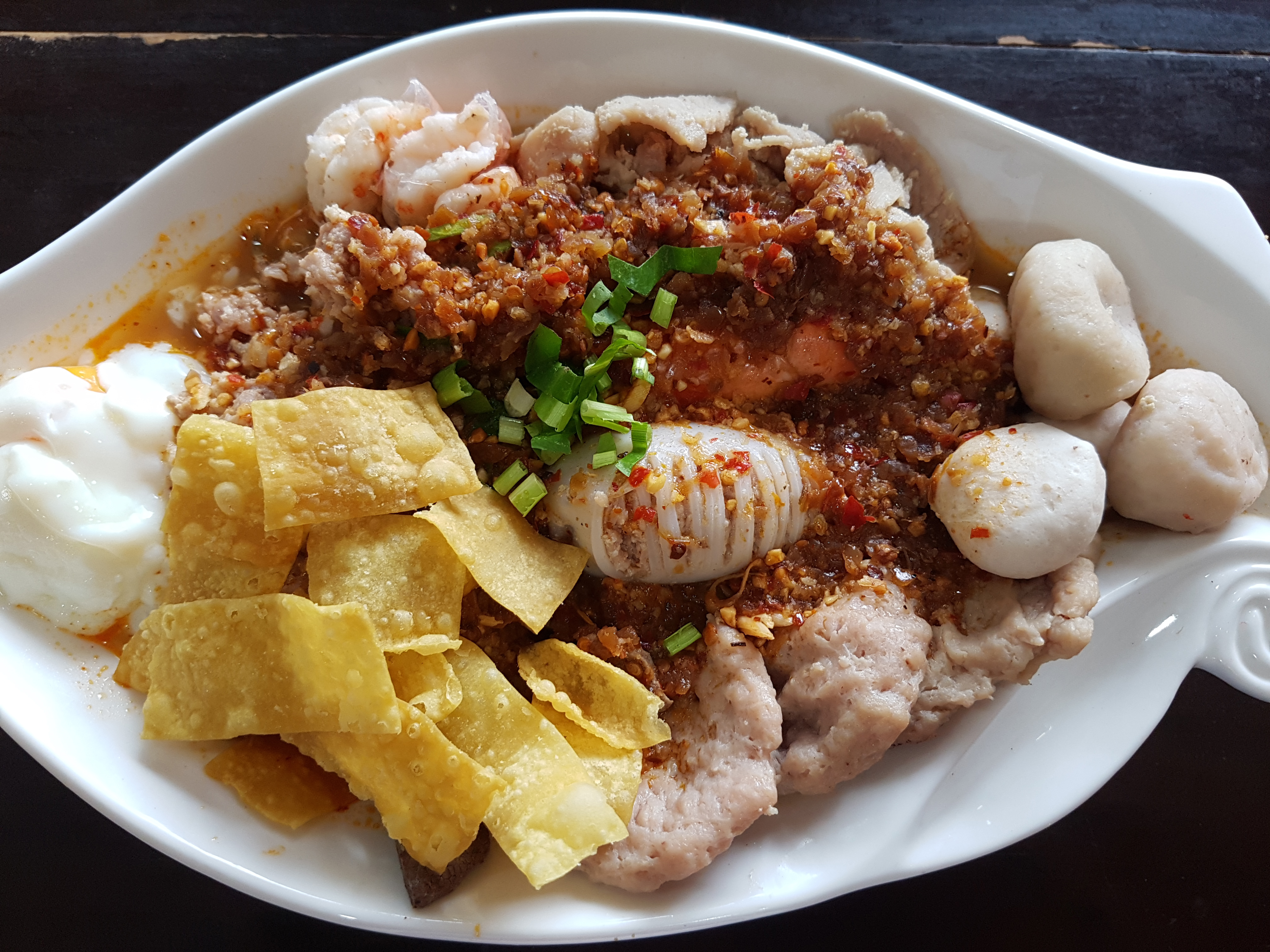
Keow teow tom yam
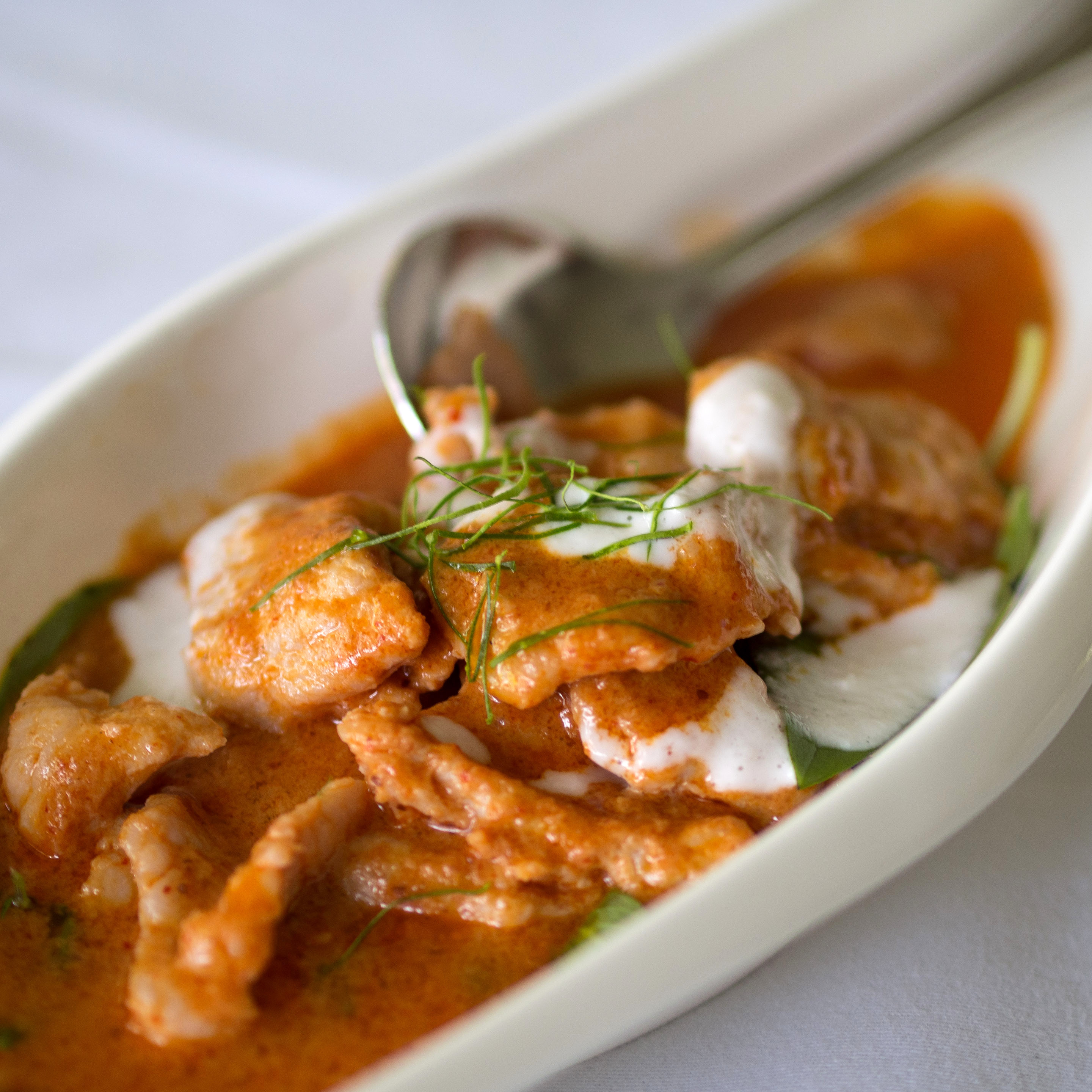
Phanaeng
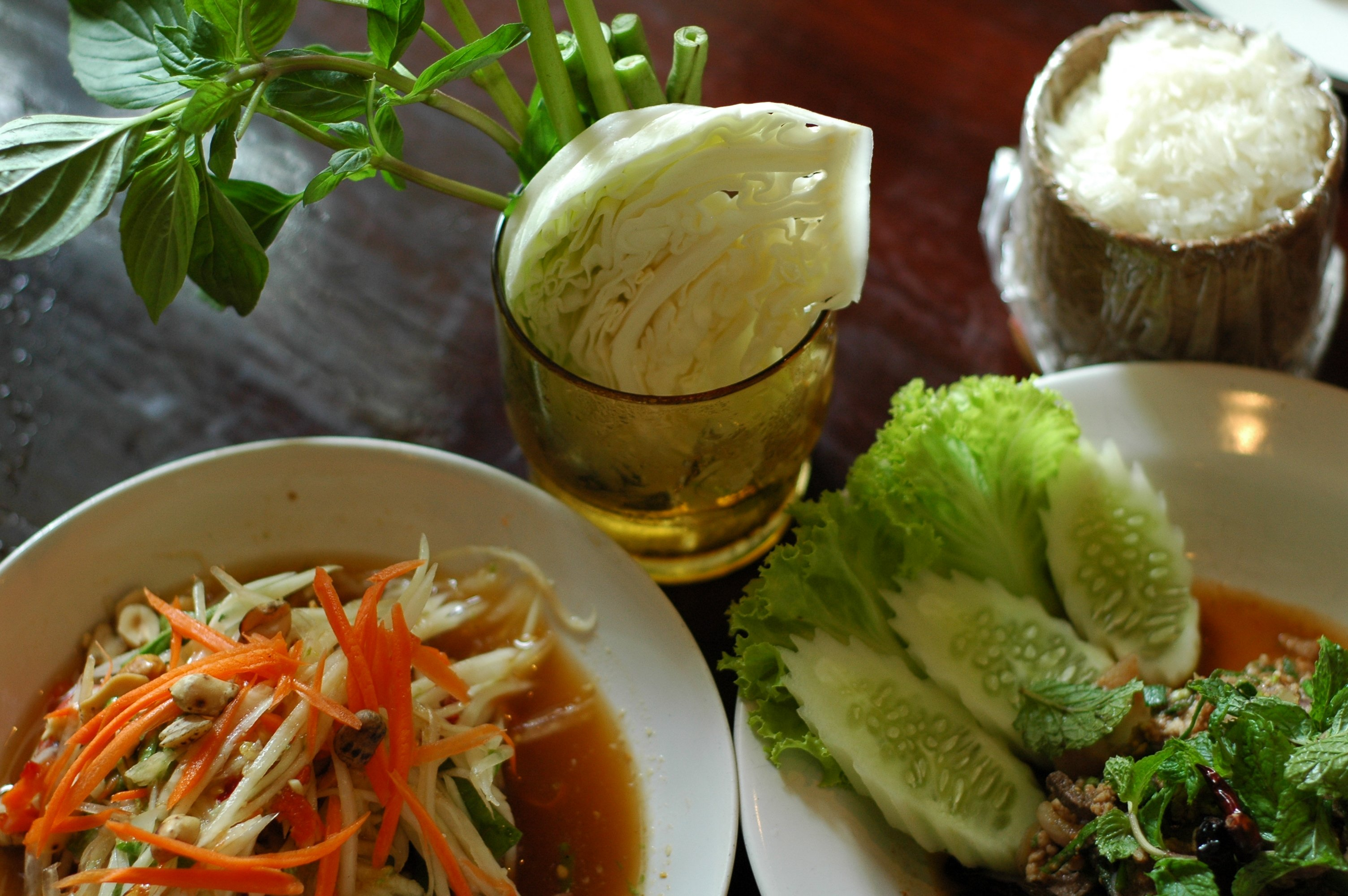
Som tam

### Zábava

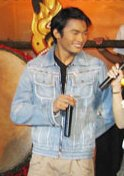
Tony Jaa

Bojové scény v akčních filmech jako Ong-bak, Tom-Yum-Goong, Ong-Bak 2, Ong Bak 3. Dva filmy, Ong-bak a Tom-Yum-Goong, proslavily Tony Jaa a vydělaly na celém světě přes 47 milionů dolarů.
Kromě filmů s bojovým uměním jsou populární i hororové filmy. Například snímek Shutter (2004), upravený a reprodukovaný 20th Century Fox se stejným názvem. Dále jsou to horory jako The Uneeable (2006), Alone (2007), Body (2007), Coming Soon (2008), 4bia (2008), Phobia 2 (2009), Ladda Land (2011), The Swimmer (2013) nebo The Promise (2017). Thajské filmy jsou velmi úspěšné v jihovýchodní Asii a dalších asijských zemích. Film Pee Mak (2013) představuje novinku: kombinací romantické komedie s hororem. Pee Mak vydělal po celém světě více než 33 milionů dolarů, nejvíce v Asii. Jiný snímek Bad Genius (2017) dokonce 42 milionů dolarů. Je to komerčně nejúspěšnější thajský film všech dob.

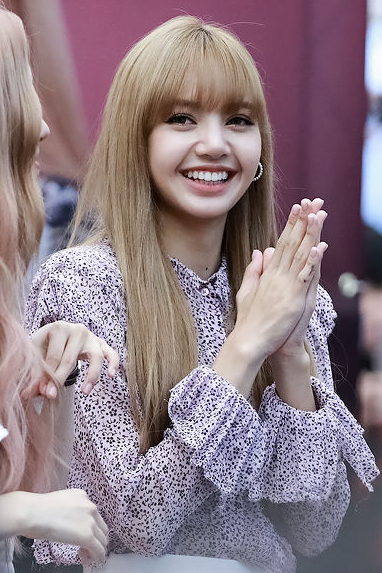
Lalisa Manoban

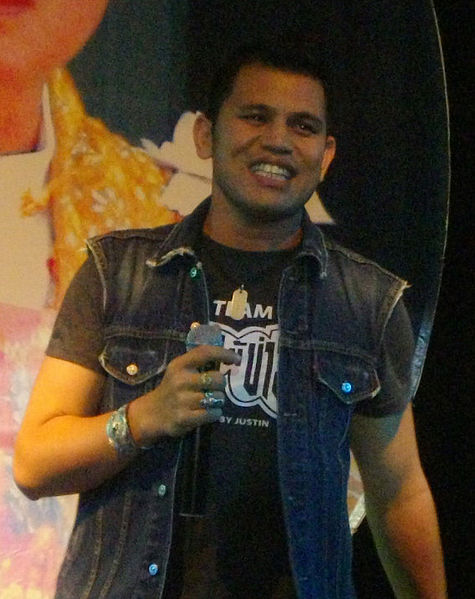
Baowee

Zábavní průmysl si v zemi vede také dobře. Populární jsou taneční umělci žánru luk thung, klasikem byl Pumpuang Duangjan (1961–1992), Sayan Sanya (1956–2013), Santi Dzuangsavang (1968–2016), Monkhaen Kaenkoon (*1973), Jintara Poonlarp (*1969), Kratae R-Siam (*1987), Baowee (*1974) a Ryan Katbundit (*2003). I dnes jsou tanečníci v Thajsku populární. Zpěvačka a tanečnice Tata Young si získala i mezinárodní renomé, stejně jako Lalisa Manoban
Dále se zde v posledních letech proslavil žánr BL [Boy´s love]. Například jako Bad buddy (2021), My school president (2022), Cutiepie (2022) nebo Bed friend (2023).
Rostoucí je také thajský televizní průmysl. Základním žánrem je tzv. lakhon, thajská varianta mýdlové opery. I mimo Thajsko se staly fenoménem seriály jako Ugly Duckling (2015), U-Prince (2016), Khluen Chiwit (2017), The Crown Princess (2018) nebo My Husband in Law (2020). Zvláštní variantou je teen-lakhon, verze lakhonu pro dospívající. K takovým patřily například The Gifted (2018).

### Sport

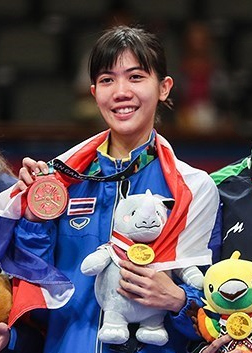
Panipak Vongpattanakitová

Thajsko se zúčastňuje olympijských her od roku 1952. Od té doby (k roku 2021) získalo deset zlatých olympijských medailí, a to ve třech sportech, ve vzpírání, boxu a taekwondu. Tu vůbec první získal boxer Somluck Kamsing na olympiádě v Atlantě roku 1996. Nejúspěšnějším olympionikem je další boxer Manus Boonjumnong, jenž má jedno zlato (2004) a jedno stříbro (2008). Taekwondistka Panipak Vongpattanakitová má zlato (2020) a bronz (2016). Zajímavostí je, že všech pět zlatých ze vzpírání získaly ženy. 

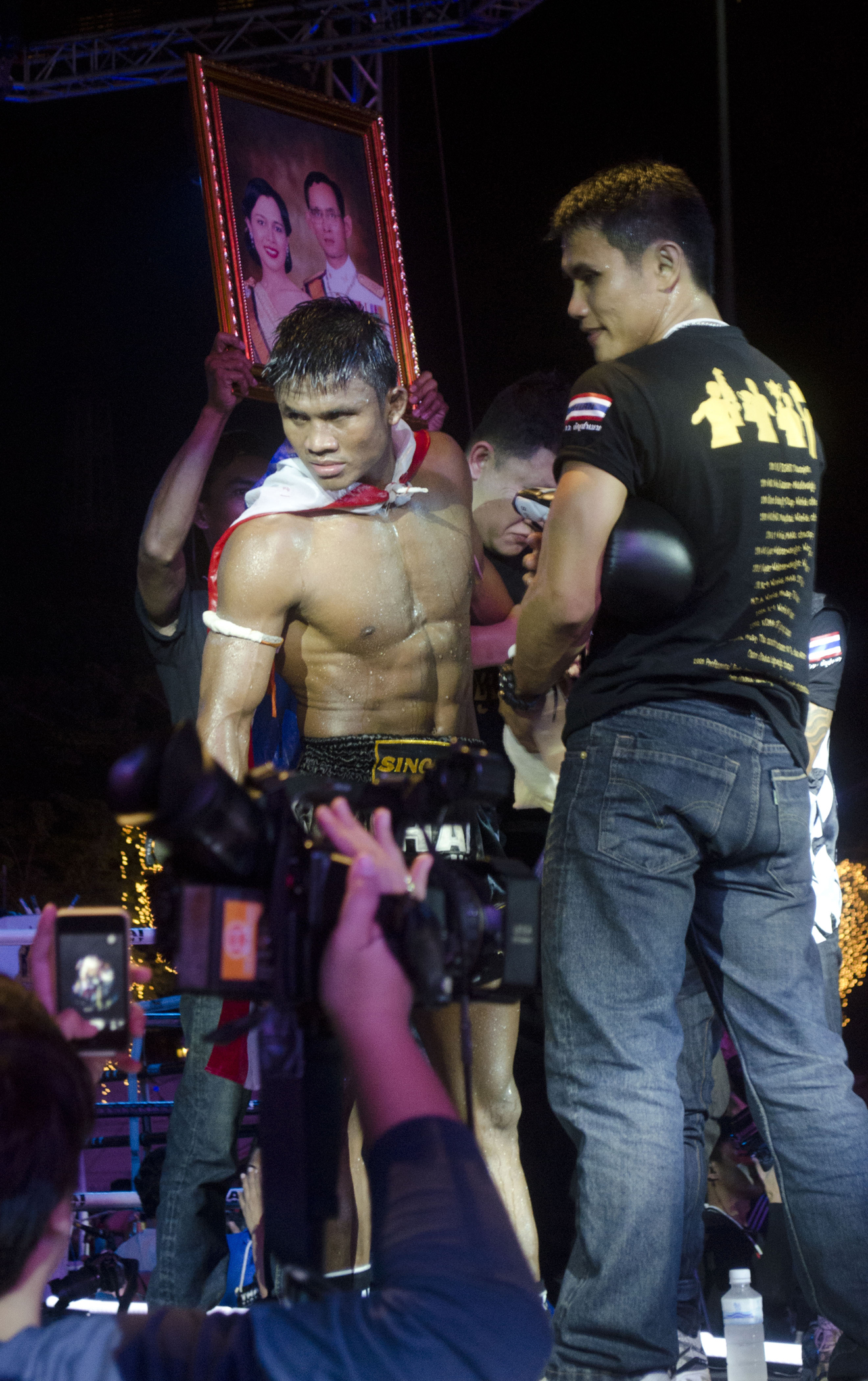
Buakaw

Úspěchy v boxu nejsou nikterak náhodné. Jsou důsledkem velké tradice bojových umění v Thajsku. Nejznámější z nich, muay thai, je také zvané thajský box. Vyvinulo se z bojového umění muay boran a má více než tisíciletou tradici. Jedná se o jeden z nejtvrdších bojových sportů. Jsou povoleny údery lokty a koleny. Ke známým thajboxerům patří Buakaw Por. Pramuk. Známý je rituál prováděný před originálními muay thai zápasy zvaný Wai Khru Ram Muay. Dalšími tradičními bojovými uměními jsou krabi–krabong či lerdrit.
Nejpopulárnějším sportem je fotbal. Největším úspěchem Thajská fotbalová reprezentace bylo třetí místo na mistrovství Asie v roce 1972. Thajský podnikatel Vičaj Srivadtanaprapcha velmi ovlivnil anglickou Premier League, když roku 2010 zakoupil klub Leicester City a dosáhl s ním nevídaných úspěchů. V roce 2018 zemřel při leteckém neštěstí.
Thajské volejbalistky už dvakrát vyhrály mistrovství Asie (2009, 2013). Tradici má sepak takraw. Úspěšným hráčem kulečníku byl James Wattana. Všestranným sportovcem byl i člen královské rodiny Princ Bira. Známým sportovcem z Thajska je i jezdec Formule 1 Alexander Albon, který jezdí za slavnou stáj Williams. Již dvakrát stál v závodech F1 na stupních vítězů.
Největším sportovním stánkem v zemi je Národní stadion Rajamangala v Bangkoku. Otevřen byl roku 1998 a pojme 51 tisíc diváků. Postaven byl pro Asijské hry, které Thajsko roku 1998 pořádalo. Tuto akci Thajsko organizovalo též v letech 1966, 1970 a 1978. V letech 1972 a 2007 Thajsko hostilo mistrovství Asie ve fotbale (ve druhém případě spolu s Indonésií, Malajsií a Vietnamem).